# Filips II van Frankrijk
Filips II, bijgenaamd August(us) (Parijs, 21 augustus 1165 – Mantes-la-Jolie, 14 juli 1223) was de zevende koning uit het huis Capet. Hij was een zoon van Lodewijk VII en Adelheid van Champagne.
Hij kreeg de bijnaam "Augustus" van de monnik Rigord nadat hij in juli 1185 (Verdrag van Boves) de graafschappen Artesië, Valois, Amiens en een groot deel van de Vermandois aan het kroondomein had toegevoegd (hierbij zou "Augustus" verwijzen naar de Romeinse keizers omwille van de enorme gebiedsuitbreiding) en eveneens omdat hij in de maand augustus was geboren.
Kapelaan en biograaf van Filips II, Willem de Bretoen, noemt hem "Filips de Grootmoedige" (Philippus Magnanimus) in zijn tussen 1214 (slag bij Bouvines: confrontatie tussen Franse koning en Engelse koning Filips II met steun van Duitse Rijk en Vlaanderen) en 1224 geredigeerde Chronicon. Deze kroniek is een voortzetting van deze van Rigord die Filips II hem had gevraagd op te kuisen, omdat hij deze laatste minder lovend vond dan hij wenste.
Filips Augustus blijft een van de meest bewonderde en bestudeerde vorsten van middeleeuws Frankrijk, niet alleen omwille van zijn lange regering, maar ook omwille van zijn belangrijke militaire overwinningen en zijn belangrijke bijdrage aan het bevestigen en versterken van de koninklijke macht die aldus een einde maakte aan het feodale systeem.
Filips Augustus is de eerste koning die in documenten, sporadisch vanaf 1190, officieel vanaf 1204, Rex Franciæ ("koning van Frankrijk") in plaats van Rex Francorum ("koning der Franken") gebruikt. Men moet er evenwel op wijzen dat de verdragen en vredesovereenkomsten gesloten tussen vazallen of bondgenoten en het koninkrijk Frankrijk zonder uitzondering spreken van Philippus rex Francorum ("Filips, koning der Franken") in tegenstelling tot bijvoorbeeld Richardus rex Angliæ ("Richard, koning van Engeland"), maar eerder als Heinrich rex Romanorum ("Hendrik, koning der Romeinen") voor de Duitse keizer.

## Regering

### Het begin: een snelle bevestiging (1179-1189)

#### Koning op vijftien jaar

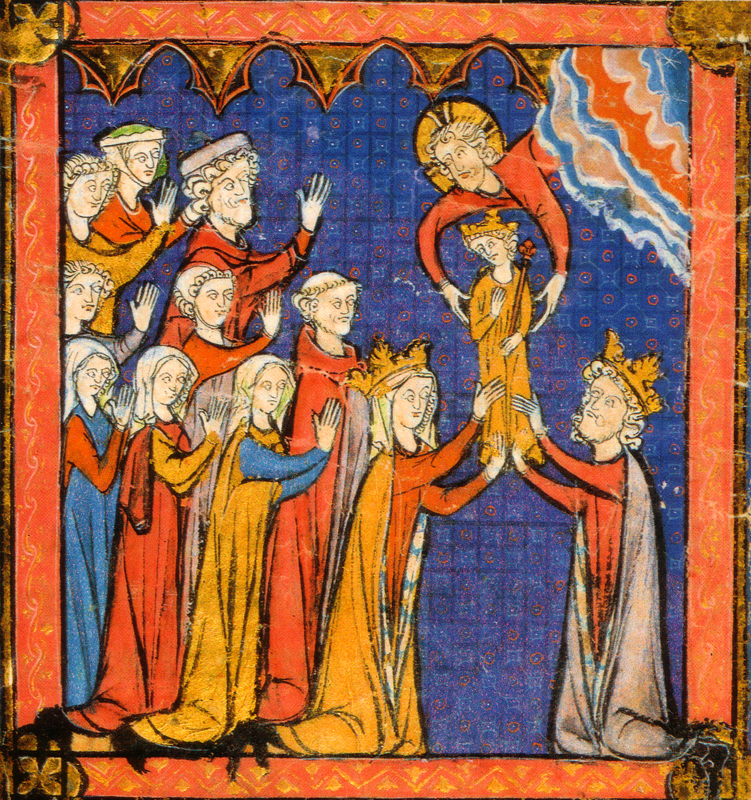
Filips, bijgenaamd "Godgeschonken" (Dieudonné), wordt door de Hemel aan zijn ouders geschonken (Grandes Chroniques de France, ca. 1270, Parijs, Bibliothèque Sainte-Geneviève).

De geboorte van Filips Augustus, in 1165, werd door de koninklijke familie als een mirakel onthaald. In feite wachtte Lodewijk VII sinds meer dan dertig jaar op een erfgenaam en het was zijn derde echtgenote, Adelheid van Champagne, die hem uiteindelijk de zo lang verhoopte zoon schonk. Dit was dan ook de reden waarom de toekomstige koning Filips II de bijnaam "Godgeschonken" (Dieudonné) kreeg. Hij werd een dag na zijn geboorte gedoopt in de kapel Saint-Michel van het Palais de la Cité te Parijs door bisschop Maurice de Sully in de aanwezigheid van drie dooppeters en drie doopmeters.
Lodewijk VII, die door ziekte niet meer in staat was te regeren, dacht in het voorjaar van 1179, net zoals de eerste Capetingische koningen sinds Hugo Capet dat hadden gedaan, zijn zoon met de kroon te associëren om hem vervolgens op 28 juni 1180 de macht over te laten. Maar de ceremonie van de zalving werd uitgesteld, omdat de dertienjarige Filips tijdens een jachtpartij verdwaald was geraakt en toen men hem terugvond ernstig ziek en zelfs in levensgevaar bleek te zijn. De gezondheidstoestand van de prins was voldoende ernstig voor Lodewijk VII om – ondanks zijn eigen zwakke gezondheid – naar Engeland af te reizen om er te bidden bij het graf van Thomas Becket, de in 1170 vermoorde aartsbisschop van Canterbury die was uitgegroeid tot een wonderdoende heilige.
Volledig hersteld werd Filips op 1 november 1179 door zijn oom, aartsbisschop Willem met de Witte Handen, te Reims gezalfd tot medekoning. Om aan de greep van zijn moeder en ooms van moederskant te ontsnappen, benaderde hij zijn peter Filips van de Elzas, graaf van Vlaanderen, die hem zijn nicht Isabella van Henegouwen ten huwelijk schonk. Op 28 april 1180 zegende bisschop Roger van Laon het huwelijk van de jonge echtelieden in de Abdij van Arrouaise in de buurt van Bapaume in. Isabella, dochter van Boudewijn V van Henegouwen, bracht als bruidsschat het graafschap Artesië met zich mee. Op Hemelvaartsdag (29 mei 1180) in de Abdij van Saint-Denis te Parijs, werd zijn echtgenote Isabella tot koningin van Frankrijk gekroond, door de aartsbisschop van Sens, Guido I van Noyers, opvolger van Willem met de Witte Handen, tot grote ergernis van deze laatste, die Guido van usurpatie van zijn bevoegdheden beschuldigde.
Vervolgens tekende hij op 28 juni 1180, drie maanden voor het overlijden van zijn vader, het Verdrag van Gisors met Hendrik II van Engeland. Deze twee zaken versterkten de positie van de jonge koning tegenover de huizen van Vlaanderen en Champagne.

Het koninkrijk Frankrijk in 1180, volgens de Franse historici.

Met het overlijden van zijn vader op 18 september 1180, werd Filips op vijftienjarig leeftijd de enige koning. Geconfronteerd met de verzwakking van de koninklijke macht, deed Filips zich al snel kennen als aan de uitdaging gewaagd. Op het vlak van intern beleid in het kroondomein, stond een van zijn eerste beslissingen volledig in tegenstelling tot de door zijn vader gevolgde politiek, namelijk de uitzetting van de joden en de confiscatie van hun goederen (17 april 1182) die afstak tegen de bescherming die Lodewijk VII  was overeenkomen met de joodse gemeenschap. De officiële reden die hiervoor werd opgegeven, wees de joden aan als verantwoordelijk voor verschillende calamiteiten maar het werkelijke doel was vooral de koninklijke schatkist terug te vullen, hetgeen ook nodig was aan het begin van zijn regering. Deze maatregelen, overigens populair bij het volk, zouden niet van blijvende duur zijn: het verbod voor joden om het Franse grondgebied te betreden (om te beginnen al moeilijk om af te dwingen) werd in 1198 opgeheven, en de verzoenende houding die Lodewijk VII had aangenomen werd weldra weer de norm. Desalniettemin veroordeelde paus Innocentius III enkele activiteiten van joden in Frankrijk en spoorde Filips Augustus in de brief Etsi non displiceat in 1205 aan om hen te straffen om zijn toewijding aan zijn christelijk geloof te tonen (in het latijn: "in eorum demonstret persecutione fervorem quo fidem prosequitur Christianam").

#### Een hele hoop rivaliteiten
Sinds 1181 was het conflict met zijn kroonvazallen weer opgeflakkerd, onder leiding van de graaf van Vlaanderen, Filips van de Elzas, met wie Filips in onmin was geraakt. Hij slaagde er evenwel in de ambities van de graaf te verhinderen door de allianties die deze laatste had afgesloten met de landgraaf van het Brabant, Godfried van Leuven en de aartsbisschop van Keulen, Filips I van Heinsberg op te breken. In juli 1185, bevestigde het Verdrag van Boves aan de koning het bezit van de Vermandois, van het graafschap Artesië et het graafschap Amiens.
Het huis Plantagenêt was een andere grote bezorgdheid van Filips Augustus: Hendrik II van Engeland, was niet alleen graaf van Anjou, maar ook hertog van Normandië en had ook de Vexin en Bretagne in handen had. Na twee jaar vechten (1186-1188) was de situatie nog steeds onbeslist. Filips zocht handig te profiteren van de rivaliteit tussen de zonen van de koning van Engeland, Richard, met dewelke hij bevriend was en die hij in 1187 zou steunen in zijn rebelse fase tegen zijn vader, en diens jonge broer Jan Zonder Land. Er werd uiteindelijk een vrede die het status quo bevestigde gesloten, terwijl paus Gregorius VIII, na de inname van Jeruzalem door Saladin in 1187, tot een Kruistocht opriep. Filips Augustus was echter weinig gemotiveerd voor een dergelijk avontuur maar kon de paus niet weigeren. Hij spelde dus het kruis op, maar beriep zich op de gevaren die zijn koninkrijk bedreigden om zijn afreis uit te stellen. Het overlijden van Hendrik II van Engeland in juli 1189 maakte hier een einde aan. De koning kon het nu niet langer afstellen en bereidde zich voor op zijn vertrek naar het Heilige Land.

### De derde kruistocht en de rivaliteit met Richard Leeuwenhart (1190-1199)

#### Een ingekorte kruistocht

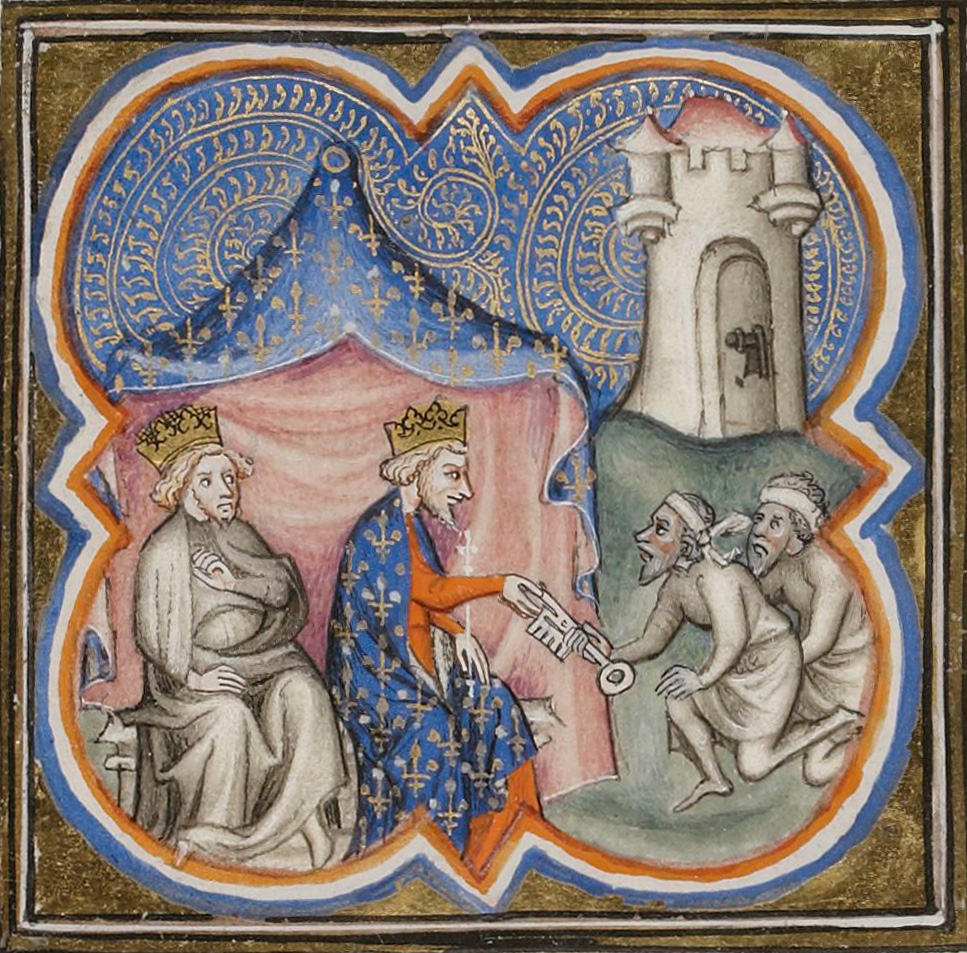
Filips Augustus en Richard ontvangen de sleutels van Akko (Grandes Chroniques de France de Charles V, 14e eeuw, 60 × 65, Parijs, Bibliothèque nationale de France).

Filips Augustus en Richard namen samen met keizer Frederik I Barbarossa deel aan Derde Kruistocht, die eveneens een groot deel van de voornaamste edelen van Frankrijk op de been bracht. Ze ontscheepten op het einde van de zomer van 1190, Filips te Genua en Richard te Marseille. Maar ze werden verrast door de winterstormen in het Middellandse Zeegebied en moesten meerdere maanden het weer afwachten in Messina op Sicilië. Daar stak de rivaliteit tussen de twee koningen terug de kop op door de huwelijksplannen van Richard, die zijn verloving met Adelheid (een halfzus van Filips) verbrak en zich verloofde met Berengaria van Navarra. Filips Augustus zou zodra hij dit kon Messina verlaten (30 maart 1191), waar hij verbleef in het koninklijk paleis.
Hij kwam op 20 april 1191 aan bij Akko en nam deel aan het beleg van de stad, die werd gecontroleerd door de muzelmannen. Richard kwam pas in juni aan, na een omweg langs Cyprus: de Engelse versterkingen waren welgekomen maar de geschillen tussen de twee koningen werden direct hernomen. Wat de situatie er niet beter op maakte, was het feit dat beiden slachtoffer werden van toxischeshocksyndroom (vroeger gedacht zweetkoorts te zijn) en als gevolg hiervan hun haar en nagels verloren. Filips Augustus verloor eveneens het gebruik van één oog. De militaire operaties bleven evenwel onverminderd doorgaan: de Fransen wisten op 3 juli voor een eerste keer de muren van Akko te doorbreken, maar kenden geen succes; vervolgens waren het de Engelsen die hun tanden stukbeten op de verdediging van Akko. De verzwakte belegerden zouden zich echter op 12 juli 1191 overgeven.
De Kruistocht was nog niet goed of wel begonnen, toen Filips besloot terug te reizen naar Frankrijk. De dood van de graaf van Vlaanderen op 1 juni tijdens het Beleg van Akko had namelijk de gevoelige kwestie van de opvolging in Vlaanderen heropend. Het feit dat hij  slechts één erfgenaam had, spoorde hem aan voorzichtig te zijn. Het was in zwakke gezondheidstoestand en fysiek erg aangetast dat Filips langs Rome passeerde om van de paus de toestemming te krijgen de Kruistocht te laten varen. De koning trok daarop op 27 december 1191 Parijs terug binnen.

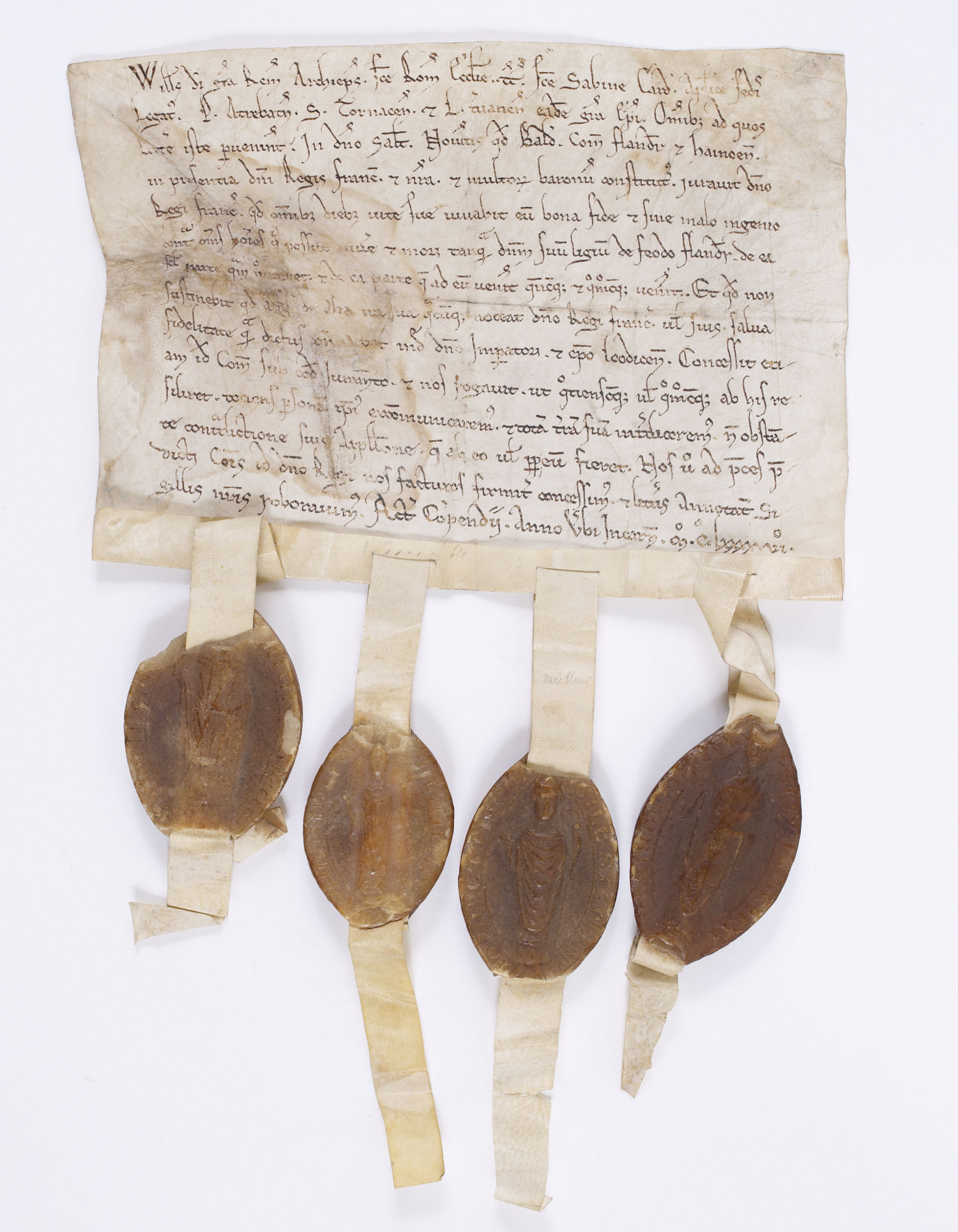
Hommage van de graaf van Vlaanderen aan Filips Augustus, koning van Frankrijk, te Compiègne, voor Willem met de Witte Handen, aartsbisschop van Reims, in 1196 (akte in het Latijn op perkament met zegels, Parijs, Archives nationales).

#### De Vlaamse opvolgingskwestie
De Vlaamse opvolgingskwestie was de eerste bezorgdheid van Filips na zijn terugkeer van zijn Kruistocht. De dood van de graaf van Vlaanderen, zonder nakomelingen, zorgde ervoor dat er drie pretendenten opstonden voor het graafschap: Boudewijn, de graaf van Henegouwen en Eleonora van Vermandois, de gravin van Beaumont, alsook Filips Augustus zelf.
Na geheime onderhandelingen werd Boudewijn aangeduid als erfgenaam van het graafschap Vlaanderen, nadat hij vijfduizend marc aan zilver had neergeteld. Desalniettemin bevestigde Filips Augustus in een oorkonde uit 1192 het bezit van het graafschap Valois en Vermandois aan Eleonora, die terug zouden toekomen aan de koning na haar dood. Ten slotte ontving de koning Péronne en het graafschap Artesië, in naam van zijn zoon Lodewijk, als erfenis van de in 1190 overleden koningin Isabella van Henegouwen. Het kroondomein werd hierdoor in het noorden serieus versterkt.

#### De huwelijkskwestie
Na het overlijden van Isabella wist Filips Augustus dat hij zo snel mogelijk moest zien te hertrouwen. De dynastieke opvolging was namelijk niet zeker: zijn enige zoon, Lodewijk, was op dat moment slechts vier jaar oud en was net ernstig ziek geweest. Zijn keuze om met Ingeborg van Denemarken te trouwen, kwam voort uit de noodzaak voor Filips om de ambities van de Engelse koningen te temperen, een politiek die een eeuw lang door hem en zijn opvolgers zou worden aangehouden.
Ingeborg, de achttienjarige zus van koning Knoet VI van Denemarken, was slechts een van de talrijke huwelijkskandidates voor Filips. Toch kon hij door deze verbintenis met het Deense koningshuis de Engels-Normandische dynastie verzwakken. Ingeborg stamde namelijk in vrouwelijke lijn af van koning Harold II van Engeland, die sneuvelde in de Slag bij Hastings tegen Willem van Normandië, de nieuwe koning van Engeland en stichter van de Engels-Normandische dynastie. Filips II heeft mogelijk gedacht dat hij de aanspraken van zijn toekomstige bruid Ingeborg op de troon van Engeland als drukkingsmiddel kon gebruiken, al is het niet zeker of hij ook kon rekenen op Deense steun indien hij die aanspraken effectief wilde hardmaken.
Er werd een akkoord afgesloten voor een bruidsschat ten bedrage van tienduizend marcs aan zilver, waarvan een groot deel werd overgedragen op de dag van de trouw door de Deense gevolmachtigden aanwezig bij de ceremonie, waarna de prinses naar Frankrijk werd meegenomen, waar Filips haar op 14 augustus 1193 voor het eerst ontmoette te Amiens en nog diezelfde dag met haar trouwde. De volgende dag, liet Filips, die bleek, nerveus en rusteloos werd tijdens de kroningsceremonie en deze daarom liet inkorten, Ingeborg wegsturen naar de abdij van Saint-Maur-des-Fossés. De koning kondigde vervolgens af dat hij het huwelijk wenste nietig te laten verklaren.
De redenen voor deze haastige scheiding, voor Ingeborg gevolgd door zeven jaar gevangenschap, en voor Filips, die absoluut weigerde haar positie als koningin te erkennen, zijn niet geweten en zijn zowel bij contemporaine als moderne historici voorwerp geweest van speculatie.
De Britse bronnen beweren dat koning Filips onmiddellijk een afkeer opvatte voor zijn nieuwe echtgenote, hetgeen lijkt te worden tegengesproken door het feit dat hij zich later en meermaals aan zijn echtelijke taken kweet, zelfs terwijl hij het ontkende om Ingeborg niet aan zijn zijde te moeten dulden in haar hoedanigheid als koningin van Frankrijk.
De Franse geschiedschrijvers hebben gedacht dat de Denen van hun kant elk plan om Engeland binnen te vallen hebben verworpen, wat dit huwelijk voor Filips II eensklaps oninteressant maakte voor hem: want hij verwierf enerzijds niet de steun van de Denen voor een invasie in Engeland en moest anderzijds de bruidsschat van zijn echtgenote teruggeven hetgeen ook een grote marteling moest zijn voor een koning die rekende op een mindere inkomst van gelden.
Het is daarom dat de versie volgens dewelke koning Filips ziek zou zijn geworden door een herval van zijn tijdens de Kruistocht opgelopen zweetkoorts niet volledig kan worden uitgesloten.
Desalniettemin wilde Filips ter verdediging van de nietigverklaring van het huwelijk het doen voorkomen, zoals hij had gedaan met Isabella van Henegouwen van wie hij eveneens wenste te scheiden alvorens onder druk van de bevolking terug te krabbelen, dat er een te nauwe bloedverwantschap was, hetgeen door de Kerk was verboden.
Ingeborg kon geen beroep doen op steun van het volk, aangezien ze geen woord Frans sprak: ze was slechts in staat zich uit te drukken in een zeer basale vorm van Latijn. Een verzameling van bisschoppen en baronnen gaven de koning zonder probleem gelijk, die inderhaast hertrouwde met Agnes van Meranië, een jonger Beierse edelvrouw, vanaf juni 1196.
Maar de nieuwe paus Innocentius III, verkozen in 1198, wilde er niet van horen. Hij wenste wenste zijn autoriteit te bevestigen en verordende Filips Augustus om Agnes terug te sturen en Ingeborg terug te nemen. Doordat een reactie van de Franse koning uitbleef, werd er vanaf 13 januari 1200 een interdict uitgesproken over het koninkrijk en de paus excommuniceerde Filips Augustus. Filips liet de zaak echter hangend: Ingeborg bleef gevangen, van toen af aan in de toren van Étampes. De koning organiseerde ten slotte een verzoeningsceremonie en het interdict werd op 7 september 1200 tijdens het concilie te Nesle in Vermandois door de pauselijke legaat Ottaviano di Paoli opgeheven. Maar de ceremonie zou Ingeborg niet herstellen in haar positie als koningin en de procedure ter nietigverklaring van het huwelijk werd doorgezet, waardoor Filips in bigamie bleef leven. Het concilie van Soissons, dat bijeenkwam in maart 1201, plaatste Filips Augustus voor een patstelling: hij brak de debatten af en weigerde zijn nieuwe huwelijk op te breken. In juli 1201 stierf Agnes van Meranië te Poissy toen ze het leven schonk aan Filips zijn tweede mannelijke erfgenaam, Filips (na hem in 1198 al een dochter, Maria, te hebben geschonken), die als dusdanig in november 1201 door de paus werd erkend. De crisis was hiermee tijdelijk afgesloten en de dynastieke opvolging verzekerd.
Filips hernam in 1205 de procedure tot nietigverklaring van zijn huwelijk. Deze keer met als motief de niet-consummatie van het huwelijk in de loop der tijd – wegens tovenarij –, hetwelk door de Kerk werd verworpen daar Ingeborg de regelmatige bezoekjes van haar echtgenoot kon aantonen van de plaatsen waar ze werd vastgehouden.
Het is waarschijnlijk dat zijn halsstarrigheid om een scheiding te bekomen samenhing met de geboorte van zijn derde zoon, Peter Karlotus, in 1205, die hierdoor buitenechtelijk was en waarvan de opvoeding in 1212 werd toevertrouwd aan de Kerk – vermoedelijk na de dood van zijn moeder, de zogenaamde "dame d'Arras".
De koning, nu tot het besef gekomen dat dit streven enkel zou eindigen in een gênante impasse, maakte in 1212 (zoals eerder in 1201) brutaalweg een einde aan de onderhandelingen rond de scheiding en berustte erin dat de ongelukkige Ingeborg zo niet als echtgenote, dan wel als koningin in ere werd hersteld.

#### De strijd tegen Richard Leeuwenhart

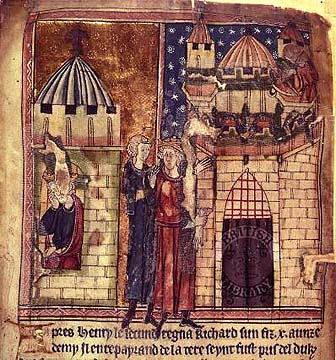
Richard Leeuwenhart gevangengenomen (links) en dodelijk verwond bij Châlus (rechts) (Effigies Regum Angliae, 14e eeuw, Londen, British Library).

Richard Leeuwenhart zette de Kruistocht verder na het vertrek van Filips: hij veroverde de belangrijkste havens, tot aan Jaffa, en richtte terug een Latijns koninkrijk van Jeruzalem op, hoewel de stad zelf aan zijn greep ontsnapte. Hij onderhandelde ten slotte een wapenstilstand van vijf jaar met Saladin en voer terug in oktober 1192. De winterstormen wisten hem opnieuw te verrassen: gestrand op Corfu, werd hij gevangen genomen door de hertog van Oostenrijk Leopold V, die hem terug in handen van de Rooms-Duitse keizer Hendrik VI, zijn vijand, gaf. De keizer vroeg voor de vrijlating van Richard een losgeld van honderdduizend zilveren marken, plus vijftigduizend marken omdat hij had geholpen om Sicilië te veroveren.
Filips profiteerde van de situatie om te onderhandelen met Jan zonder Land, de jongere broer van Richard, die de controle over het Anglo-Normandische koninkrijk had overgenomen. In de hoop de Engelse kroon met de steun van Filips te herwinnen, deed hij in 1193 hommage aan deze. Vervolgens, toen Filips Augustus de bezittingen van het huis Plantagenêt aanviel, stond Jan in januari 1194 in ruil voor duizend zilveren marken het oosten van Normandië (Vexin Normand), Le Vaudreuil, Verneuil en Évreux in een geschreven document af aan de koning van Frankrijk. Door zijn diplomatieke en militaire finesse wist Filips zijn rivaal in bedwang te houden.
Richard werd ten slotte op 2 februari 1194 vrijgelaten. Zijn moeder, Eleonora van Aquitanië, had twee derde van het geëiste losgeld betaald, hetgeen honderdduizend zilveren marken was, de rest moest later worden overgemaakt. Zijn tegenaanval volgde al snel: na twee maanden te hebben doorgebracht in Engeland, ontscheepte hij op 12 mei 1194 naar Normandië: hij begon er een oorlog van schermutselingen. Op 10 mei legde Filips het beleg voor Verneuil, dat weigerde zich te onderwerpen. Toen hem het bericht bereikte van de afslachting van het Franse garnizoen in Évreux en dat Jan, die zich met zijn broer had verzoend, onderweg was om het te ontzetten, brak hij op 28 mei het beleg op en rukte op richting Évreux, dat hij verwoestte. Richard van zijn kant heroverde op 14 juni, na acht dagen belegering, Loches. Vervolgens bereidde Filips zich op 5 juli voor om het beleg te leggen voor het kasteel van Vendôme. Richard legde echter een hinderlaag voor hem klaar in de buurt van Fréteval, tijdens dewelke hij zich van de bagage, het koninklijk zegel en het charterarchief van Filips wist meester te maken (een gebeurtenis die aan de grondslag zou liggen van het bewaren van de koninklijke archieven in Parijs, de zogenaamde Trésor des Chartes). De twee soevereinen kwamen op 23 juli 1194 een wapenstilstand overeen, maar deze zou niet worden gerespecteerd. In 1195 verplaatste de oorlog zich naar Berry, waar de twee legers elkaar troffen nabij Issoudun. Terwijl men zich voorbereidde om slag te leveren, zou Richard Filips opzoeken om hem hommage te doen voor het hertogdom Normandië en de graafschappen Anjou en Poitiers. Een vredesverdrag werd op 15 januari 1196 te Gaillon getekend: Richard stond Gisors en de Normandische Vexin af aan Filips, die aan hem afstand deed van diens verschillende veroveringen in Normandië en zijn aanspraken op Berry en Auvergne erkende.
Omdat hij met Gisors zijn voornaamste versterkte plaats had verloren, begon Richard met de bouw van het kasteel Gaillard, hetgeen de oorlog deed ontvlammen. Richard nam kasteel van Vierzon in Berry in en vernietigde en liet het kasteel van Nonancourt zich overleveren tegen een prijs in zilver. Filips maakte zich van zijn kant in de herfst van 1196 meester van de kastelen van Dangu en Aumale en heroverde Nonancourt. Richard viel Vexin (1197-1198) binnen, hierbij de oevers van de Seine plunderend waaronder ook Parijs. Filips werd in september 1198 tussen Gamaches en Vernon verslagen. Op 26 september 1198 maakte Richard zich meester van de kastelen Boury en Courcelles en vocht vervolgens in de buurt van Gisors met troepen van Filips, die de versterkte plaatsen ter hulp waren gekomen. De twee koningen zochten steun, terwijl de nieuwe paus Innocentius III, die een nieuwe Kruistocht op de been wenste te brengen, bij hen aandrong om te onderhandelen en een vijfjarige vrede te sluiten. Op 13 januari 1199, tussen Les Andelys en Vernon, kwamen ze in aanwezigheid van een pauselijke legaat een wapenstilstand van vijf jaar overeen, die overigens ook slecht werd nageleefd. De situatie zou een onverwachtse wending krijgen: tijdens het beleg van de donjon van het kasteel van Châlus-Chabrol (Limousin) op 26 maart 1199, werd Richard getroffen door de pijl van een kruisboog. Hij zou enkele dagen later, op 6 april, op eenenveertigjarige leeftijd en op het hoogtepunt van zijn roem aan zijn verwondingen overlijden.

### De grote veroveringen (1199-1214)

#### De overwinningen tegenover Jan Zonder Land

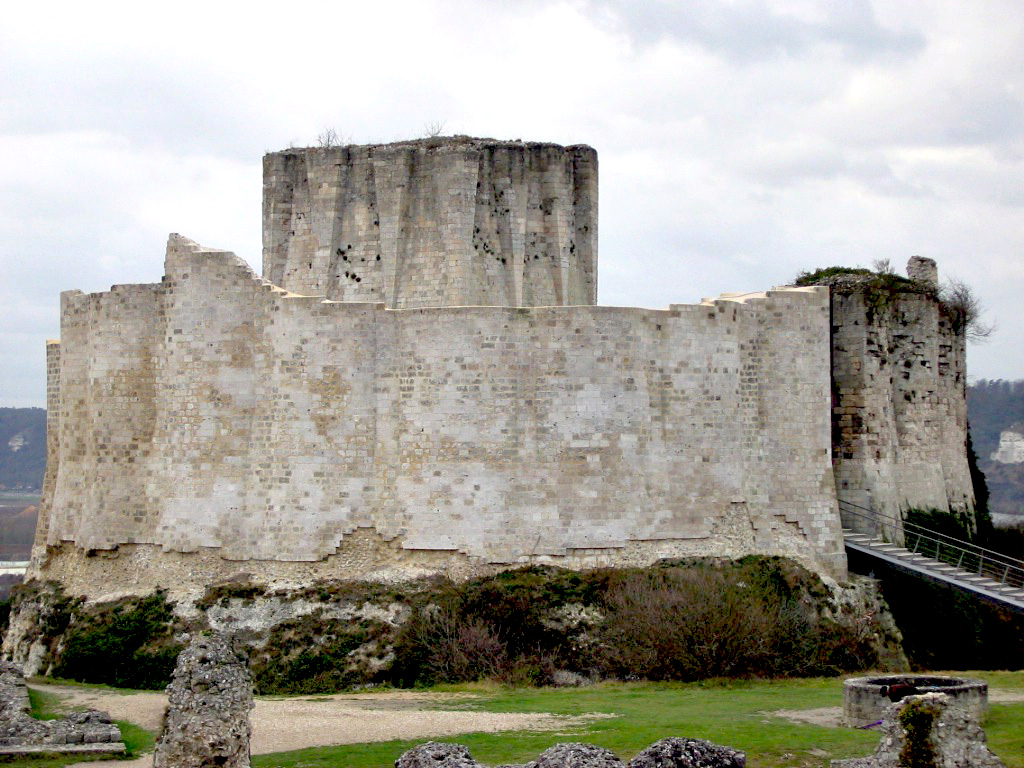
De ruïnes van het kasteel Gaillard.

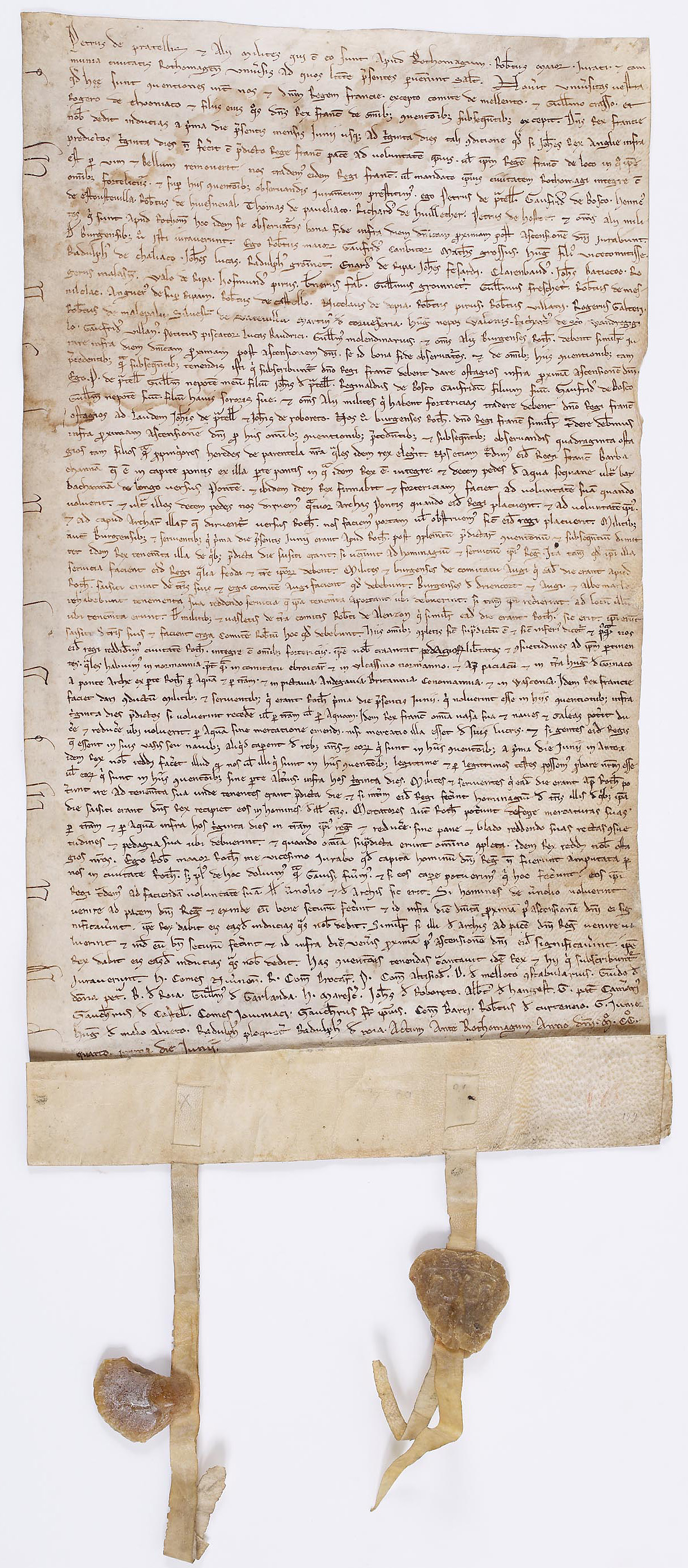
Capitulatie van Rouen op 24 juni 1204. Pierre de Préaux en andere Normandische ridders, alsook de burgemeester, gezworenen en de burgerij van Rouen (Petrus de Pratellis et alii milites qui cum eo sunt apud Rothomagum, Robertus major, jurati et communia civitatis Rothomagensis), sloten een akkoord met de koning van Frankrijk, die voorzag in de overgave van Rouen aan koning Filips Augustus als na dertig dagen Jan zonder Land, koning van Engeland, geen vrede had gesloten met deze laatste (oorkonde in het Latijn met twee perkamenten fragmenten met zegel aangehecht, Parijs, Archives nationales).

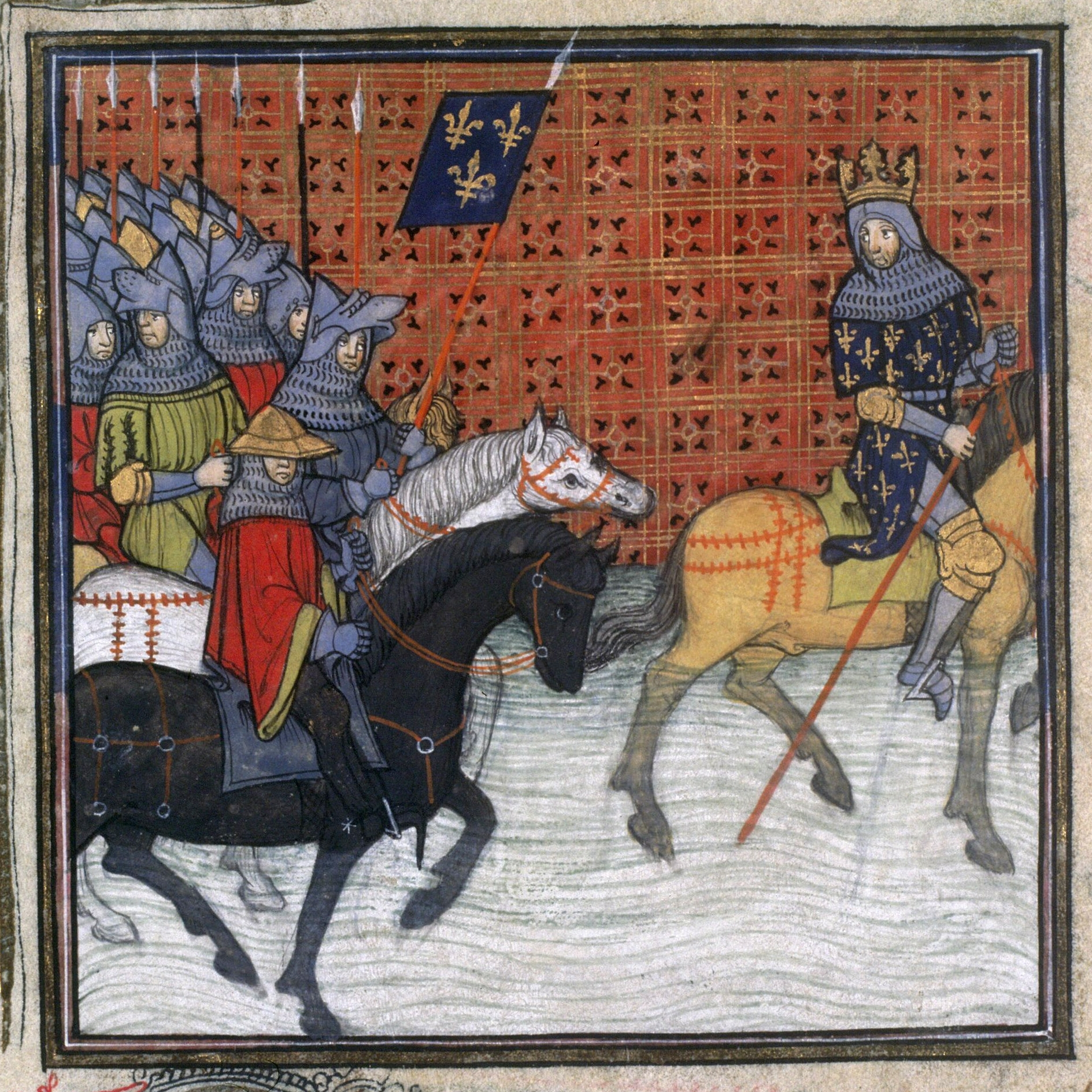
Filips Augustus steekt de Loire over (Grandes Chroniques de France, 14e-15e eeuw).

De opvolging van Richard Leeuwenhart was niet vanzelfsprekend: tegenover Jan Zonder Land stond de jonge Arthur I van Bretagne (twaalf jaar oud), zoon van zijn in 1186 overleden oudere broer Godfried II van Bretagne, die een serieuze pretendent was. Filips Augustus profiteerde van deze rivaliteit en, zoals hij de kant van Jan had gekozen tegen Richard, koos hij deze keer de kant van Arthur tegen Jan. Hij ontving hommage van hertog Arthur I van Bretagne voor de Franse bezittingen van het huis Plantagenêt in het voorjaar van 1199. Dit liet hem toe vanuit een machtspositie te onderhandelen met Jan zonder Land en het verdrag van Le Goulet, in mei 1200, was dan ook in het voordeel van Filips Augustus. Het verdrag werd bezegeld door het huwelijk tussen Lodewijk van Frankrijk en Blanche van Castilië, een nicht van Jan.
De vijandigheden hielden in werkelijkheid niet op en waren vanaf dan vooral geconcentreerd op Aquitanië. Filips haalde de banden met Arthur aan en riep Jan, zijn vazal door het verdrag van Le Goulet, op om voor het Franse koninklijk hof te verschijnen om zich voor zijn acties in Aquitanië en Tours te verantwoorden. Jan bood zichzelf – zoals verwacht – niet aan bij het hof, waarop het koninklijk hof van Frankrijk overging tot de confiscatie van zijn lenen.
Het conflict werd vervolgens op militaire vlak uitgevochten. Filips begon vanaf de lente van 1202 met zijn inval in Normandië terwijl Arthur aanvallen uitvoerde in Poitou. Maar de jonge hertog werd verrast door Jan zonder Land tijdens het beleg van Mirebeau en werd samen met zijn troepen gevangen genomen. Arthur van Bretagne zou in de daaropvolgende maanden verdwijnen – hij werd vermoedelijk begin 1203 vermoord. Filips verzekerde zich vervolgens van de steun van de vazallen van Arthur en hernam in de lente van 1203 zijn militaire acties in Normandië. Hij ontmantelde het systeem van Normandische kastelen, nam Le Vaudreuil in, en begon het beleg van het kasteel Gaillard in september 1203. Jan van zijn kant maakte de fout om Normandië in december 1203 te verlaten om terug te keren naar Engeland. Het kasteel Gaillard viel op 6 maart 1204.
Filips Augustus kon vervolgens heel Normandië overweldigen: Falaise, Caen, Bayeux, vervolgens Rouen dat capituleerde en waarvan de kapitein en gouverneur, Pierre de Préaux, op 24 juni 1204, na 40 dagen belegering, het capitulatieverdrag tekende toen hij inzag dat hulp van de kant van Jan niet mocht worden verwacht. Verneuil en Arques vielen onmiddellijk daarop en voltooiden het succes van Filips, die in twee jaar van campagne voeren heel Normandië wist te heroveren. Filips richtte vervolgens zijn aandacht op de vallei van de Loire: hij nam in augustus 1204 eerst Poitiers in, vervolgens Loches en Chinon in 1205. Jan en Filips kwamen uiteindelijk een wapenstilstand overeen te Thouars, te tellen vanaf 13 oktober 1206. Vanaf dan had Filips Augustus als voornaamste doel het stabiliseren van zijn snelle veroveringen.

#### De consolidatie van de veroveringen
De hele periode van 1206 tot 1212 zag Filips Augustus zich inspannen om zijn territoriale veroveringen te consolideren. De Capetingische heerschappij werd nu aanvaard in het graafschap Champagne, het hertogdom Bretagne en het graafschap Auvergne, maar het graafschap Boulogne en het graafschap Vlaanderen bleven een probleem vormen.
Reinoud van Dammartin, graaf van Boulogne, was een eerste bron van zorgen. Ondanks de attenties van Filips Augustus, die zelfs in 1210 zijn zoon Filips Hurepel met Mathilde, de dochter van Renaud, liet trouwen, zou deze onderhandelen met het kamp van de vijand en de verdenkingen van Filips tegenover hem namen nog toe toen de graaf begon met het versterken van Mortain, in westelijk Normandië. In 1211 ging Filips over tot het offensief: hij nam Mortain, Aumale en Dammartin in. Reinoud van Dammartin vluchtte naar het hof van de graaf van Bar-le-Duc en vormde niet langer een onmiddellijke bedreiging.
In Vlaanderen was intussen een periode van onzekerheid uitgebroken: Boudewijn, graaf van Vlaanderen en Henegouwen, die in januari 1200 nog het interdict dat de koning boven het hoofd hing in zijn voordeel had weten uit te buiten om de voor hem voordelige vrede van Péronne af te sluiten, nam vanaf de zomer van 1202 deel aan de Vierde Kruistocht, nam deel aan de inname van Constantinopel en werd verkozen tot keizer van het in mei 1204 opgerichte Latijnse Keizerrijk. Maar hij werd in 1205 door de Bulgaren gevangen genomen en kort daarop gedood. Filips, broer van Boudewijn en graaf van Namen, die het regentschap in Vlaanderen waarnam, zwoer ten slotte – tegen het advies van zijn raadgevers in – trouw aan Filips Augustus. De koning besloot teneinde de opvolging in het graafschap te verzekeren de enige erfgename van Boudewijn, diens dochter Johanna, in 1211 te doen trouwen met Ferrand van Portugal. Het paar, dat in januari 1212 in Parijs in het huwelijk was getreden, werd onderweg naar het graafschap Vlaanderen door kroonprins Lodewijk gevangen genomen, die ook de steden Sint-Omaars (Saint-Omer) en Ariën (Aire-sur-la-Lys) innam, en Filips liet hen pas vrij nadat ze beiden op 25 februari 1212 het Verdrag van Pont-à-Vendin ondertekenen waarmee ze de twee veroverde steden aan Frankrijk afstonden. Filips dacht nu met Ferrand iemand als graaf van Vlaanderen te hebben aangesteld die hij makkelijk kon manipuleren.
De zogenaamde Duitse troonstrijd in het Heilige Roomse Rijk vormde de inzet van een ander groot conflict: na de dood van de Hohenstaufen-keizer Hendrik VI in 1197, moest er een nieuwe keizer worden verkozen. Twee kandidaten stonden hierbij lijnrecht tegenover elkaar: enerzijds, Otto van Brunswick, gesteund door zijn oom Jan zonder Land en favoriet van paus Innocentius III en, anderzijds, Filips van Zwaben, broer van Hendrik VI, gesteund door Filips Augustus en in 1205 tot Rooms-Duits koning gekroond. Deze laatste werd echter in juni 1208 vermoord: vanaf dan zonder rivaal werd Otto in oktober 1209 tot keizer gekroond. Paus Innocentius III had echter al snel spijt van zijn keuze aangezien de nieuwe keizer al snel ambities in Italië bleek te hebben. Otto werd in 1210 geëxcommuniceerd en Filips Augustus onderhandelde met keizer Frederik II, de zoon van Hendrik VI, gekroond tot Rooms-Duits koning te Mainz in 1212 door Siegfried II van Eppstein, bisschop van Mainz, een bondgenoot waarvan Filips Augustus hoopte dat deze weerstand kon bieden aan de ambitieuze Otto.

#### Bouvines, het hoogtepunt van zijn regering

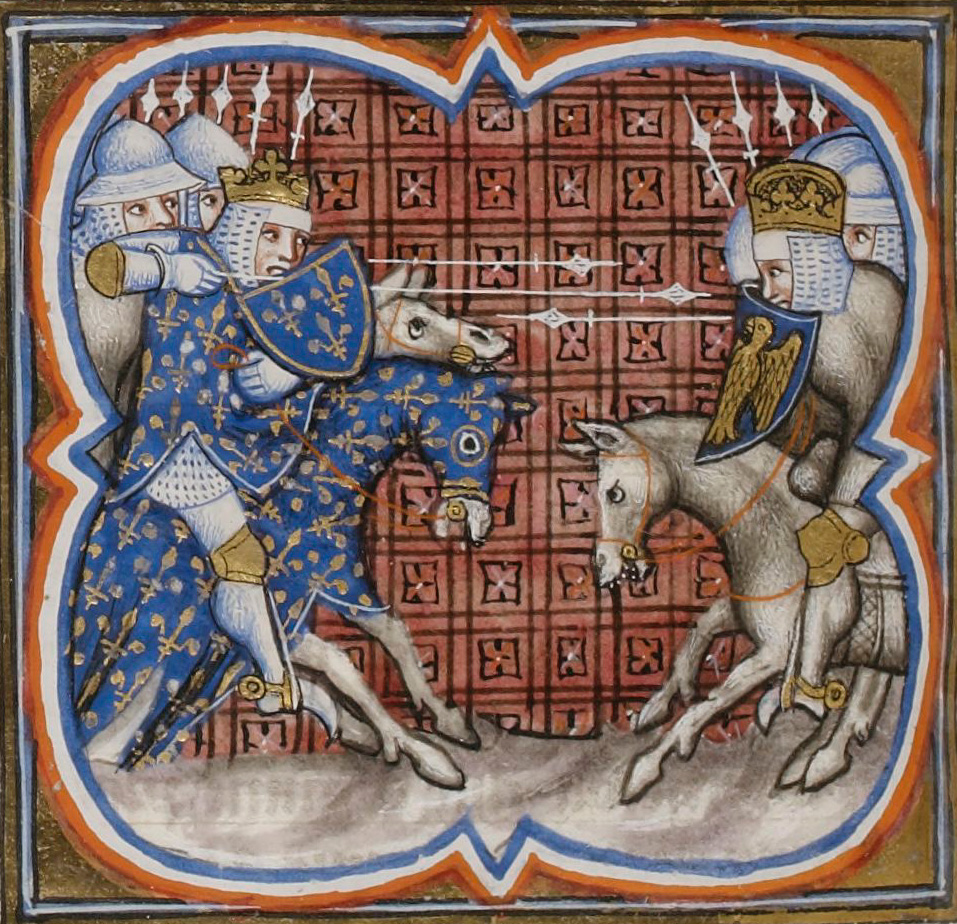
De slag bij Bouvines: Filips tegenover Otto IV (Grandes Chroniques de France de Charles V, 14e eeuw, 60 × 65, Parijs, Bibliothèque nationale de France).

Het ongelooflijke succes van Filips Augustus bracht zijn rivalen er al snel toe om zich tegen hem te verenigen. Deze coalitie nam vaste vorm aan in 1212: zowel Jan zonder Land als Otto van Brunswick zouden zich erbij aansluiten. Maar Reinoud van Dammartin was de echte drijvende kracht achter de coalitie: hij had niets meer te verliezen en trok daarom naar Frankfurt om er steun bij Otto te vinden en vervolgens naar Engeland waar hij hommage deed bij Jan, die hem officieel zijn Engelse bezittingen terugschonk. De vijandigheden tussen Filips en Jan werden onmiddellijk hernomen.
Tegelijkertijd zorgden de eerste militaire operaties van de Albigenzische Kruistochten, uitgevoerd door voorname heren, voor een geschil tussen graaf Raymond VI van Toulouse en de kruisvaarders. Filips Augustus stelde de afhandeling van deze kwestie tijdelijk uit om zich ten volle te kunnen concentreren op het Engelse gevaar. Hij riep op 8 april 1213 al zijn grote leenmannen bijeen te Soissons, droeg zijn zoon Lodewijk op een expeditie te leiden tegen Engeland en ontving hiervoor de ondersteuning van al zijn vazallen, behalve die van Ferrand, de graaf van Vlaanderen die hijzelf slechts twee jaar ervoor had aangesteld maar die nu de teruggave van Sint-Omaars en Ariën-aan-de-Leie (hem ontnomen door verdrag van Pont-à-Vendin) eiste voor zijn deelname en opstapte toen zijn eisen niet werden ingewilligd. Filips zocht daarom elders steun, in het bijzonder bij Hendrik I van Brabant die hij de hand van zijn dochter, Maria, schonk en aan wie hij zijn diensten als onderhandelaar tussen hem de bisschop van Luik aanbood. Na enige tijd te hebben geaarzeld, koos paus Innocentius III daarentegen om Jan, die op het laatste moment (15 mei) zich naar de wil van de paus schikte en Engeland zelfs als pauselijk leen aanbood, te steunen: een vooral morele maar niettemin belangrijke steun. De voorbereidingen voor het conflict zetten zich intussen voort: het aanvankelijk plan van Filips, die Engeland wenste binnen te vallen, viel door de steun van de paus aan Engeland in het water en toen zijn invasievloot eind mei 1213 bij Damme door de vijandige coalitie werd aangevallen en ten dele werd vernietigd, gaf Filips zijn oorlog over zee op. De daaropvolgende maanden vielen Filips en Lodewijk de graafschappen Boulogne en Vlaanderen verwoed aan. De steden in het noorden werden bijna allemaal geteisterd.
In februari 1214 landde Jan Zonder Land uiteindelijk op het continent, in La Rochelle, in de hoop Filips in de rug te kunnen aanvallen. Een strategie die direct loonde, aangezien Jan aanhangers voor zich wist te winnen onder de voornaamste edelen van Limousin en in Poitou. In mei 1214 keerde hij terug tot aan de vallei van de Loire en nam Angers in. Filips, die nog bezig was met zijn strafexpeditie in Vlaanderen, vertrouwde daarop aan Lodewijk de tegenaanval tegen Jan toe. De jonge prins keerde zich onmiddellijk richting het fort van la Roche-aux-Moines. Bij het zien van zijn aantocht werd Jan door paniek overweldigd: de steun van edelen van Poitou was wankel, terwijl hem werd gemeld dat Lodewijk 800 ridders met zich mee had. De koning van Engeland vluchtte weg op 2 juli, waarmee de Engelse aftocht compleet was. Maar de coalitie was nog niet uitgeteld: het zou in het noorden zijn dat het eindspel zou worden ingezet.

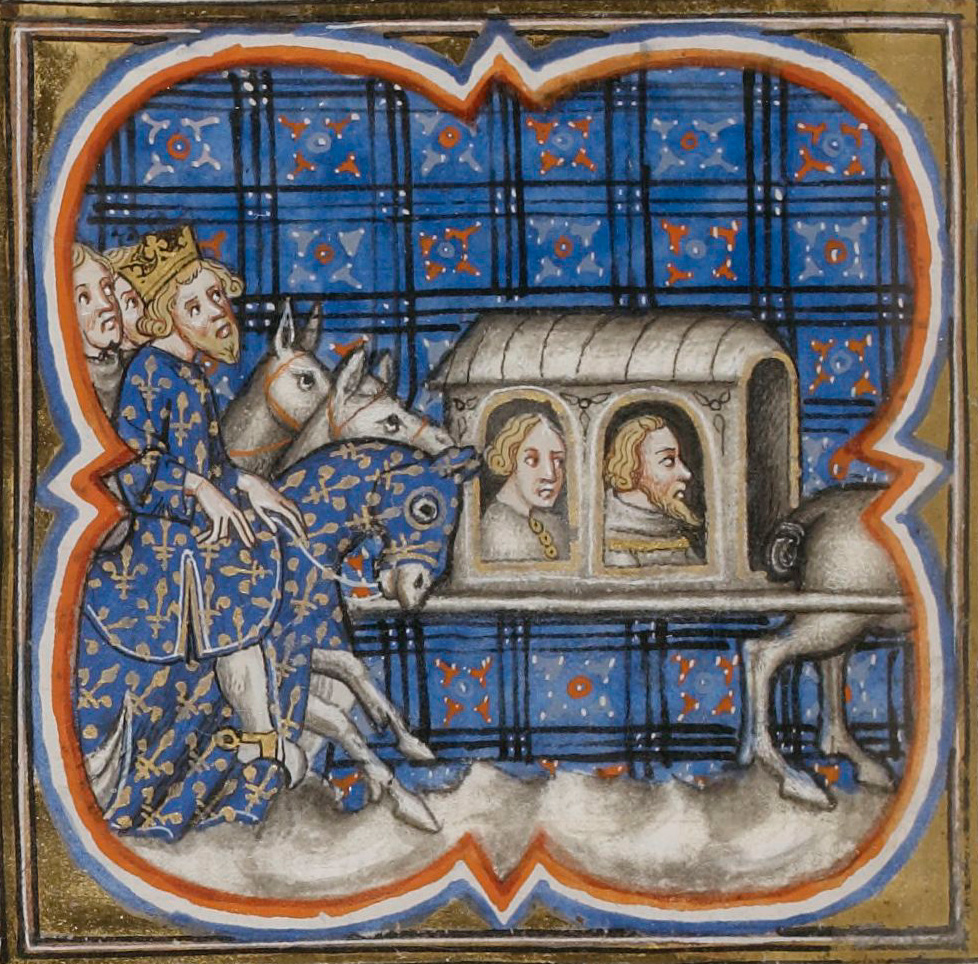
De slag bij Bouvines: Filips voert Ferrand van Portugal en Reinoud van Dammartin, beiden gevangen genomen, met zich mee (Grandes Chroniques de France de Charles V, 14e eeuw, 60 × 65, Parijs, Bibliothèque nationale de France).

De laatste confrontatie tussen het leger van Filips en dat van de coalitie, onder leiding van Otto IV, was nu onvermijdelijk geworden, na meerdere weken van elkaar naderen en ontwijken. Filips was van plan om zijn vijanden van versterkingen uit Duitsland af te snijden en probeerde Otto langs het noordoosten te verrassen. De keizer kreeg lucht van dit manoeuvre en verplaatste zich naar Mortagne, op enkele mijlen van het koninklijk leger. Filips Augustus was zich bewust van zijn numerieke minderheid, een belangrijk deel van zijn leger vocht immers in de buurt van Angers tegen de Engelsen. Deze troepen behaalden met de zoon van de koning, Lodewijk de Leeuw, aan hun hoofd op 2 juli de overwinning bij Roche-aux-Moines. Filips, die bij zijn aankomst het terrein had geobserveerd, veinsde zich terug te trekken naar Lille. Otto dacht dat hij de slag wilde vermijden en zijn coalitieleger dacht dat de vijand vluchtte. Het Franse leger begaf zich op zondag 27 juli 1214 richting de brug over de Marke bij Bouvines. Het was voor christenen absoluut verboden te vechten op zondag, maar Otto IV, die in 1210 was geëxcommuniceerd besloot op advies van Hugo van Boves het offensief in te zetten, in de hoop de vijandelijke achterhoede te kunnen verrassen. Aangekomen op een plaats met een meertje aan de rechterkant en een bos aan de linkerkant, die een trechter vormde, keerde het Franse leger zich na een pauze plotseling om. Met niet de vijver aan de linkerkant en het bos aan de rechterkant, was het onmogelijk om langs een van beide kanten te vechten. Het leger ontvouwde zich in een linie, waardoor haar numerieke minderheid werd ongedaan gemaakt: een tactische beslissing. Het leger van Otto had hierdoor namelijk niet langer de nodige ruimte om al haar manschappen in te zetten, waardoor haar numeriek overwicht niet langer van tel was. Gehinderd in haar manoeuvres, door hun aantal hinderden ze elkaar en liepen ze zelf het risico elkaar te vertrappen, moesten ze de tegenaanval ondergaan. De Franse rechtervleugel ging het gevecht aan met de Vlaamse ridders, die door Ferrand werden geleid. Vervolgens zouden Filips en Otto elkander in het gevecht confronteren. Filips werd in het krijgsgewoel uit het zadel gelicht, maar zijn ridders beschermden hem, boden hem een vers paard aan en de koning hervatte de aanval. Sommige van de wapenknechten van Otto, die dit alles niet hadden gezien en dus niet doorhadden wat er in de frontlinie gebeurde, meenden deserteurs te zien die op de vlucht sloegen. Otto stond ook op het punt te worden gevangen genomen, maar weet eveneens met de hulp van zijn ridder te ontsnappen. Ten slotte wisten de aanhangers van Filips de weerstand te breken van Reinoud van Dammartin, die vervolgens werd gevangen genomen. De slag bleek in het voordeel van Filips uit te vallen, ondanks het feit dat zijn troepen numeriek in de minderheid waren (1300 ridders en 4000 à 6000 sergeanten te voet, tegenover 1300 à 1500 ridders en 7500 sergeanten te voet voor de coalitie). De overwinning was compleet: de keizer was op de vlucht geslagen en de mannen van Filips hadden 130 krijgsgevangen buit gemaakt, waaronder vijf graven, in het bijzonder de verachte verrader, Reinoud van Dammartin, en de graaf van Vlaanderen, Ferrand.
De coalitie viel met deze nederlaag uiteen. Op 18 september 1214 tekende Filips te Chinon een wapenstilstand met behoud van het status quo voor vijf jaar met Jan, die na deze nederlaag nog een tijdlang ten zuiden van de Loire was blijven rondhangen. De Engelse koning keerde op 13 oktober 1214 terug naar Engeland en zou nooit meer voet aan land zetten in Frankrijk. Door dit Verdrag van Chinon zag Jan zonder Land af van al zijn bezittingen ten noorden van de Loire: Berry en Touraine, alsook Maine en Anjou werden toegevoegd aan het kroondomein, dat voortaan een derde van Frankrijk besloeg, en Filips zag zich voor de rest van zijn regering bevrijd van de aanwezigheid van de Angevijnse heersers.

### Na de overwinning (1214-1223)

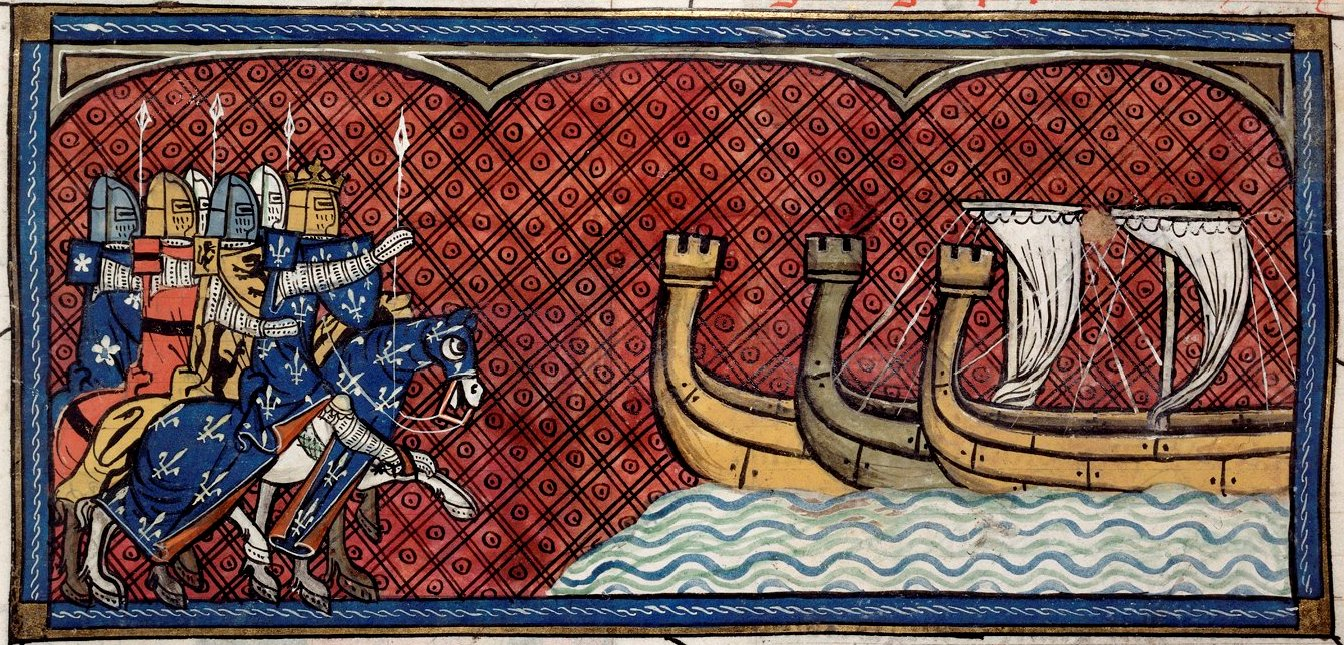
Filips II August en zijn vloot. Prins Lodewijk ontscheept aanvankelijk met succes in Engeland, maar de expeditie loopt vast in 1217 met de nederlagen bij Lincoln en Sandwich.

#### De Engelse expeditie van zijn zoon Lodewijk
Zijn overwinning op het continent was totaal en de koninklijke ambities hielden hier niet bij op. Want Filips II Augustus wenste veel verder te gaan tegen Jan Zonder Land. Hij wees erop dat Jan van de troon moest worden gestoten, door te verwijzen naar zijn verraad tegen Richard in 1194 en de – vermeende – moord op zijn neef Arthur. Gebruikmakend van een interpretatie — die sommigen twijfelachtig vonden — van de genealogie van zijn vrouw Blanche van Castilië werd zijn zoon Lodewijk als kandidaat voor de Engels troon naar voren geschoven, al was het vooral omwille van het feit dat sommige baronnen, die Jan zonder Land wensten af te zetten, de Engelse kroon hadden aangeboden aan de zoon van Filips. Lodewijk zou daarop een nieuwe expeditie naar Engeland leiden. De ontscheping vond plaats in mei 1216 en Lodewijk zou aan het hoofd van een aanzienlijke strijdmacht (1200 ridders, meerdere Engelse rebellen), tijdelijk grote delen van Engeland weten te veroveren, in het bijzonder Londen waar hij zich als koning installeerde. Enkel Windsor, Lincoln en Dover bleven weerstand bieden. Maar ondanks het enthousiaste onthaal dat Lodewijk te beurt viel door een meerderheid van de Engelse bisschoppen, bleef de steun van de paus aan Jan onwankelbaar en Lodewijk werd geëxcommuniceerd. Toen Jan op 19 oktober 1216 onverwachts aan dysenterie overleed, lieten de Engelse baronnen — oude bondgenoten van zowel Jan als Lodewijk — Jans negenjarige zoon Hendrik III tot koning van Engeland kronen. Paus Innocentius III kwam ook te sterven, maar zijn opvolger paus Honorius III bleef de loyalisten verdedigen. De bisschoppen trokken algauw hun steun voor Lodewijk in en de rebellen bonden in. De prins keerde begin 1217 terug naar Frankrijk om versterkingen te vinden en stak terug over naar Engeland. Hij werd nu ter land verslagen door Willem de Maarschalk bij Lincoln en vervolgens ter zee toen de versterkingen, die Blanche van Castilië hem stuurde, in de slag bij Sandwich werden vernietigd. Lodewijk accepteerde vredesonderhandelingen aan te gaan. Een vredesverdrag werd gesloten in september 1217 en zijn excommunicatie werd opgeheven.
De houding van Filips II Augustus was wat deze expeditie betrof ambigu. De koning heeft deze in ieder geval nooit officieel gesteund. Blanche van Castilië overtuigde hem er wel van om voor de lichting van het reddingsleger te betalen, door ermee te dreigen zijn twee zonen in onderpand te geven. Maar het is weinig waarschijnlijk om voor te stellen dat hij niet zijn (stilzwijgende) toestemming zou hebben gegeven, al was het maar als vader.

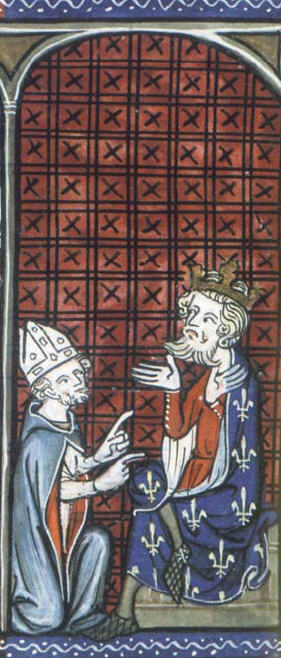
Filips II Augustus ontvangt de pauselijke legaat die hem in naam van de paus aanspoort tot de kruistocht tegen de Albigenzen (Londen, British Library, Les Grandes chroniques de France, Ms. Royal 16 G VI, folio 364v., manuscript uit ca. 1335).

#### De kruistocht tegen de Albigenzen
De in 1208 begonnen Albigenzische Kruistochten waren uitgedraaid in een confrontatie tussen Simon IV van Montfort, die het Kruisvaardersleger van hoge edelen uit het noorden aanvoerde, en Raymond VI, graaf van Toulouse, die in het geheim de Albigenzen steunde. Daarenboven had Peter II van Aragon een oogje laten vallen op de regio. Hij steunde het kamp van de graaf van Toulouse, alvorens zelf te worden verslagen en gedood door Simon van Montfort bij Muret in 1213.

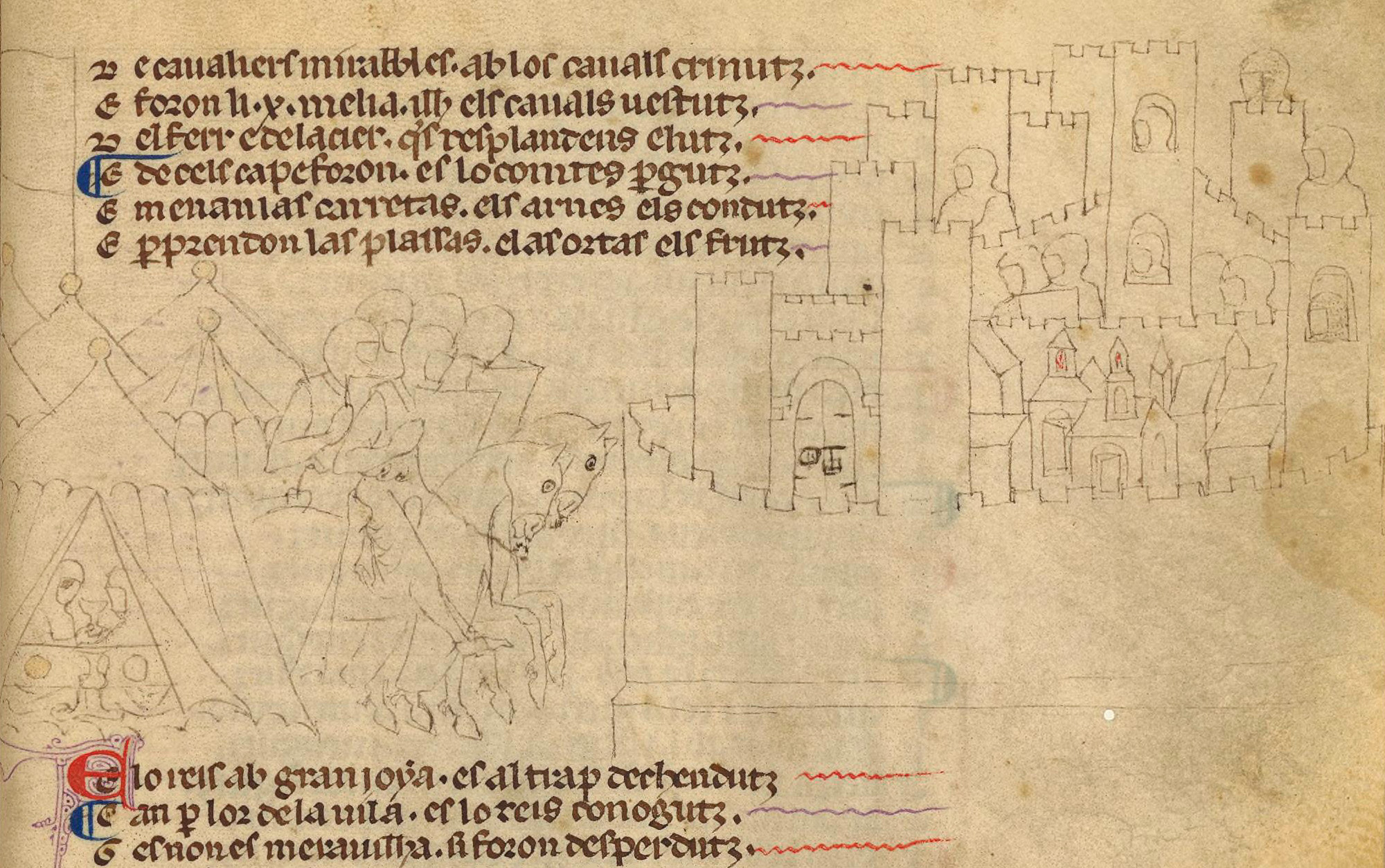
Inname van Marmande door Lodewijk (Willem van Tudela, Chanson de la croisade des Albigeois, begin 13e eeuw), Parijs, Bibliothèque nationale de France.

Na de slag bij Roche-aux-Moines trok Lodewijk in april 1215 een eerste keer zuidwaarts en hielp Simon van Montfort zijn posities te consolideren. Deze werd ten slotte aangesteld als graaf van Toulouse, met de instemming van paus Honorius III en Filips Augustus, aan wie hij hiervoor hommage was verschuldigd. Maar de stad Toulouse bleef weerstand bieden en tijdens deze lange belegering stierf Simon in april 1218. De paus wees diens zoon Amalrik VI van Montfort aan als opvolger en gebood Filips Augustus een nieuwe strafexpeditie uit te sturen. Lodewijk vertrok in mei 1219 en voegde zich bij Amalrik en diens beleg van Marmande, waarvan de inwoners na de val van de stad werden afgeslacht. Nadat de veertig dagen feodale dienstplicht was afgelopen, keerde Lodewijk terug zonder Toulouse te hebben kunnen innemen. Er werd in 1221 een nieuwe expeditie door Filips uitgestuurd, nu onder leiding van de bisschop van Bourges en graaf van la Marche, maar ook deze kende geen succes.
Men moet de beperkte omvang van deze expedities ook benadrukken. Ondanks de herhaaldelijke oproepen van paus Innocentius III en diens opvolgers liet Filips, die te zeer bezet was met het graafschap Vlaanderen en de strijd tegen Jan zonder Land, het na om persoonlijk op te treden in het zuiden teneinde een einde te maken aan de Albigenzische ketterij. Desalniettemin herhaalde hij in zijn betrekkingen met de paus standvastig zijn rechten als soeverein op het graafschap en stond ook zijn zoon toe het kruis op te nemen in 1219. Men moet tot het einde van zijn en het begin van de regering van zijn opvolgers wachten alvorens het Albigenzische probleem werd aangepakt.

#### De vrede
Na Bouvines speelden de militaire operaties zich af in Engeland of Zuid-Frankrijk. Het Kroondomein, en in bredere zin de hele regio ten noorden van de Loire, kende vrede, overeenkomstig de afspraken van de wapenstilstand die was afgesloten te Chinon in 1215, oorspronkelijk voor vijf jaar, en in 1220 verlengd met de garantie van Lodewijk, een associatie die het begin van de machtsoverdracht van Filips II aan zijn zoon en erfgenaam markeerde.

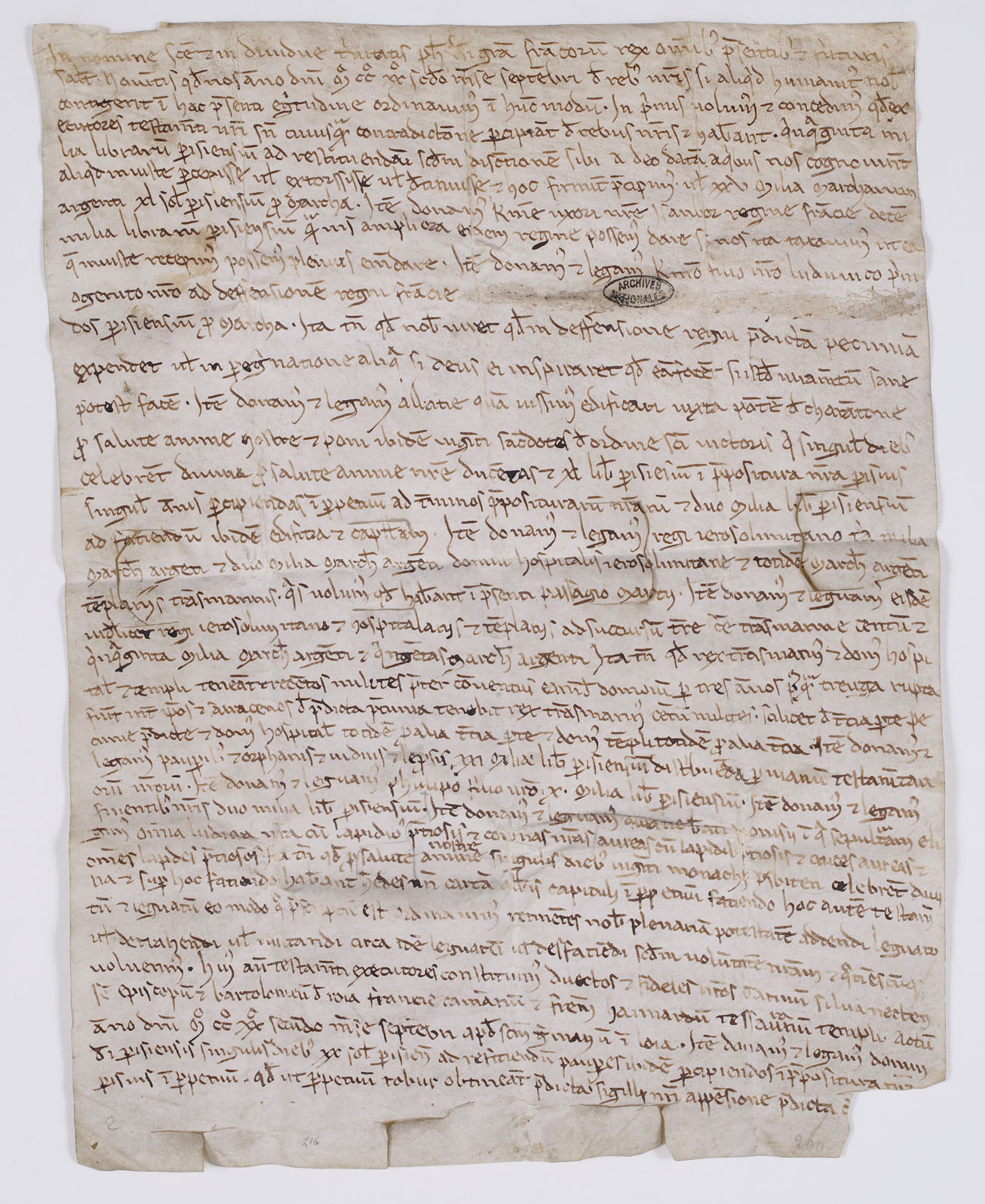
Testament van Filips Augustus gegeven in september 1222 te Saint-Germain-en-Laye (Parijs, Archives nationales, AE/II/214).

Toen de veroveringen met de wapens ophielden, bleef Filips zijn invloed nog steeds uitbreiden door in te spelen op problematische opvolgingen. Dit was het geval in Champagne ten tijde van de troonsbestijging van Theobald IV, die hem toestond zijn opperleenheerschap te doen gelden. Dit is nog meer het geval voor gebieden die de koning zelfs wist in te lijven in het Kroondomein, als Issoudun, Bully, Alençon, Clermont-en-Beauvaisis alsook Ponthieu.
Aan het eind van de regering van Filips Augustus was de welvaart van het koninkrijk vaststaand feit. Men schat aldus het jaarlijkse overschot van de Schatkist op 25.210 pond in november 1221. Op datzelfde moment had de Schatkist 157.036 pond in kas, wat meer dan 80 % van de gewone globale jaarlijkse inkomsten van de monarchie was. Het testament van Filips Augustus, opgesteld in september 1222, bevestigt deze cijfers, aangezien de som van zijn legaat 790.000 Parijse pond bedroeg, wat overeenkwam met vier jaar aan inkomsten! Dit testament werd opgesteld toen de gezondheidstoestand van Filips er zo ernstig op was achteruit gegaan dat men vreesde dat hij elk moment kon overlijden. Tien maanden later werd deze vrees bewaarheid met het overlijden van Filips II.
Toen hij zich in Pacy bevond, besloot Filips – tegen het advies van zijn dokters in – de kerkelijke bijeenkomst georganiseerd te Parijs ter voorbereiding van nieuwe Kruistochten bij te wonen. Hij zou de vermoeiende reis niet overleven en stierf op 14 juli 1223 in Mantes. Zijn lichaam werd naar Parijs overgebracht en zijn begrafenis in allerijl te Saint-Denis georganiseerd in aanwezigheid van de rijksgroten. Voor het eerst keer werd het lichaam van een koning van Frankrijk voorzien van alle regalia voor zijn graftombe opgebaard opdat het volk hem een laatste eer kon bewijzen in een plechtige rite geïnspireerd door die van de koningen van Engeland.

## Filips II Augustus en de uitoefening van de macht: de uitvinding van de natie en de staat

### De veroveringen
Bij zijn dood liet Filips II aan zijn zoon en opvolger Lodewijk VIII een aanzienlijk vergroot Kroondomein na.

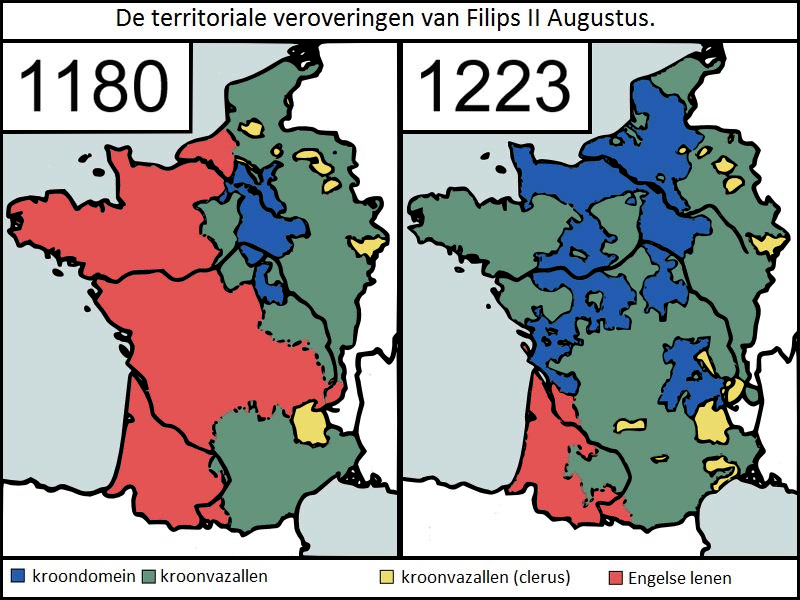
De territoriale veroveringen van Filips II Augustus tussen 1180 en 1223.

Het contrast was opvallend tussen de troonsbestijging van Filips, onder een quasi-voogdij van baronnen, met een Kroondomein dat van hem eerder koning van het Île-de-France dan van Koninkrijk Frankrijk maakte, en het einde van zijn regering, met een vergroot Kroondomein, waaraan hij talrijke gebieden toevoegde die aan hem waren onderworpen door de hommage van hun bezitters. De Engelse rivaal werd teruggedreven naar een ingekrompen Guyenne, ver weg, zeer ver weg van Parijs. De verovering waren in het bijzonder mogelijk door de belangrijke ontwikkeling van het koninklijk vazallenleger dat in 1202 de volgende aantallen telde: in vredestijd 3043 manschappen (257 Ridders/ruiters, 2000 sergeanten te voet en 267 te paard, 133 kruisboogschutters te voet en 86 te paard, 300 huurlingen); in oorlogstijd nam dit aantal toe to 8054 sergeanten.
De territoriale winst maakte van Filips Augustus een verenigende koning, wiens werk werd voortgezet door Lodewijk VIII. Men moet wachten tot de Honderdjarige Oorlog voordat men opnieuw een belangrijke terugval in de omvang de Franse koninklijke bezittingen kende. Het verzekeren van het behoud van deze veroveringen ging niet gewoon simpelweg door militaire en diplomatieke overwinningen, maar vereiste andere ingrepen.

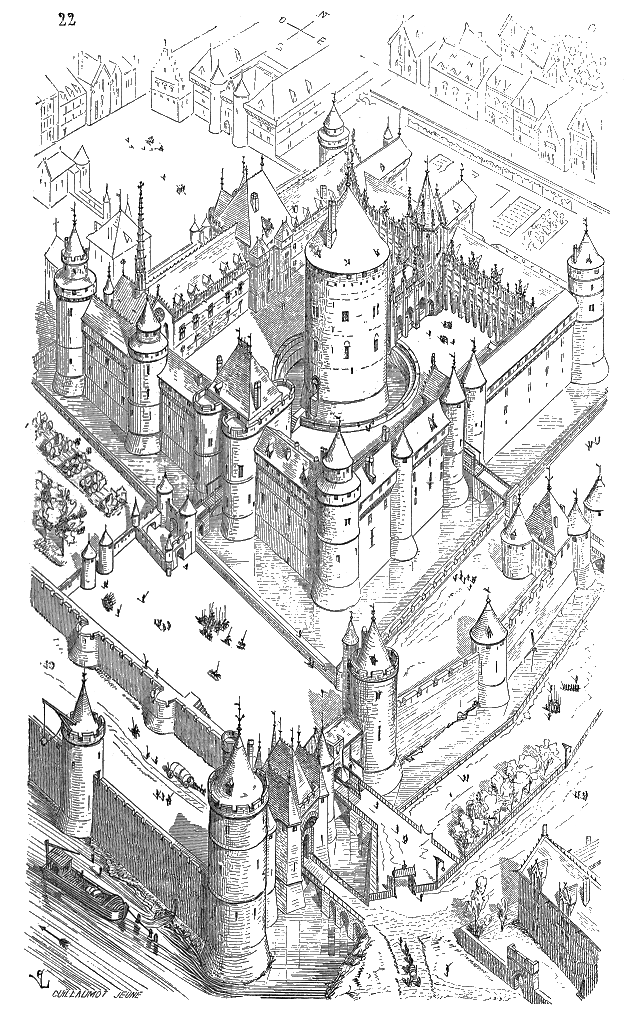
Een voorbeeld van een typisch kasteel van Filips II Augustus: reconstructietekening van het Louvre door Eugène Viollet-le-Duc naar oude gravures.

En daarin zou het grote succes van Filips liggen: hij slaagde erin om tegelijkertijd met een uitbreiding van zijn territorium de koninklijke macht in deze nieuwe bezittingen te verstevigen: een onmisbare voorwaarde voor het behoud van deze nieuwe bezittingen. Dit doel werd aanvankelijk bereikt door een nieuwe politiek van fortificaties en kastelen: Filips liet een inventaris van deze opstellen en begon op zijn kosten de constructies van versterkingen in het kroondomein en de lenen. De mottekastelen verdwenen en werden vervangen door stenen donjons waarvan Filips wenste dat ze veelhoekig of cilindrisch waren, om beter weerstand te kunnen bieden aan belegeringstuigen en om dode hoeken voor de verdedigers te vermijden. Talrijke torens werden aldus opgetrokken. Tegen het einde van zijn regering evolueerde het grondplan richting een cirkelvormige donjon, uitstekend boven een vierhoekig vesting met torens op elke hoek, waarvan het Louvre het mooiste voorbeeld is.
Dat was niet alles. De stabilisatie van de veroveringen ging ook gepaard met een nieuwe administratieve indeling van de gebieden.

### De administratieve revolutie: baljuwen, provoosten en seneschalken
Om te ontsnappen aan de vicieuze cirkel van versnippering, een gevolg van het feodaal systeem, begon Filips Augustus reeds vroeg met een nieuwe administratieve structuur op poten te zetten die hem toeliet om zijn macht rechtstreeks uit te oefenen over zijn territorium. Filips organiseerde dit systeem in feite naar aanleiding van zijn vertrek op Kruistocht, door een ordonnantie-testament van 1190, teneinde de kwesties in verband met de organisatie van de macht tijdens zijn afwezigheid te regelen. De koning maakt van dat ogenblik af ten volle gebruik van de baljuws, een oude creatie van Anglo-Normandische origine waarvan de rol tot dan toe in de Franse territoria niet duidelijk gedefinieerd was. Filips liet zich in het bijzonder inspireren door de in 1176 door Hendrik II van Engeland genomen administratieve hervormingen. Het graafschap Vlaanderen zou rond diezelfde tijd een gelijkaardige administratieve hervorming ondergaan.
Deze hervorming was rond 1200 afgerond, wanneer de benaming baillivi courant, zo niet officieel, werd in de koninklijke aktes. Deze door de koning benoemde ambtenaren waren met een dozijn die naar zijn goeddunken het kroondomein doorkruisten teneinde recht te spreken, maar ook een eerste aanzet te geven tot een boekhouding van het koninkrijk, een domein dat een beslissend proces kende in het tweede deel van zijn regering. In tegenstelling tot het feodaal systeem hadden baljuws geen precieze geografische bindingen (dit zou veranderen na de regering van Filips Augustus). Hun activiteit was dus niet verbonden aan landbezit, ze oefende dus niet in eigen naam hun ambt uit maar vertegenwoordigden de koning. Bovendien werd ze rechtstreeks betaald door de soeverein en onderworpen aan een zeer belangrijke controle met een verplichting om drie keer per jaar rekeningen binnen te leveren. Het salaris van een baljuw bevond zich tussen de 10 stuivers (sous) en een livre, hetgeen meer was dan bijvoorbeeld huurlingen-ridders (10 stuivers (sous)). Dit is een tegelijkertijd een indicatie van het belang van hun statuut en van de prijs van hun trouw …
Een baljuw werden bijgestaan door een provoost, hetgeen een andere oude instelling was met een tot dan toe vage rol. Deze waren in tegenstelling tot een baljuw wel verbonden aan een precieze zone, waar ze over lopende zaken oordeelden (de baljuws oordeelden vooral wanneer men in beroep ging) en stelden de lokale boekhouding op.
In bepaalde tijdens zijn regering veroverde regio's (Anjou, Maine, Touraine, Poitou, Saintonge) vertrouwde Filips Augustus de administratieve functies toe aan een seneschalk, die bovendien ook een militaire functie hadden aangezien ze meestal over een grensgebied waren aangesteld. De voorheen erfelijke titel werd vanaf 1191 niet-overdraagbaar. In tegenstelling tot een baljuw was een seneschalk een lokale hoge edele: het risico dat deze laatste in de regio enorm belangrijk zou worden, ja zelfs een gevaar kon vormen voor de koning, was net in het feodaal systeem niet uit te sluiten. Het was daarom ook dat dit regime vaak werd afgeschaft (in het bijzonder in Normandië, na de annexatie) om te worden vervangen door een baljuw.
De steden kreeg hij dan weer aan zijn zijde door het verlenen van gunstige handelsprivileges, bijvoorbeeld stapelrecht te Parijs en Rouen.

### De geboorte van een koninklijke ideologie

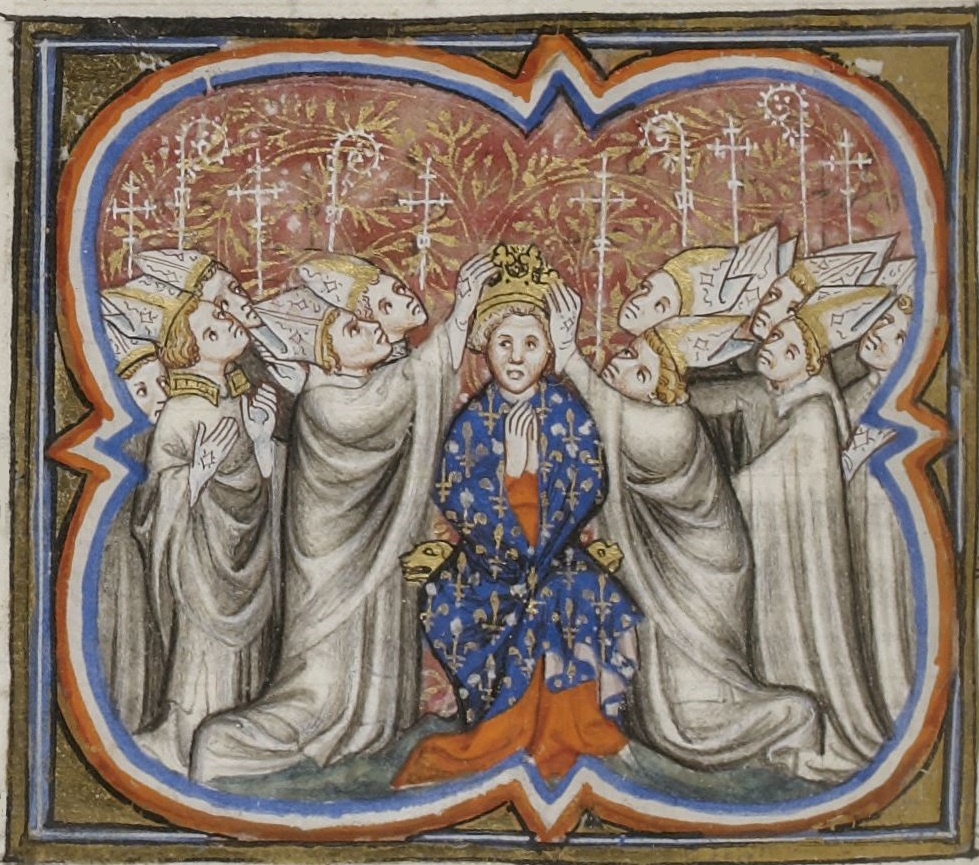
De kroning van Filips Augustus
(Grandes Chroniques de France de Charles V, 14e eeuw, Parijs, Bibliothèque nationale de France).

Dankzij zijn grote overwinning bij Bouvines, eindigde Filips Augustus zijn regering met een belangrijk enthousiasme onder het volk. In deze context ontwikkelde zich de koninklijke ideologie, misschien wel het meest manifeste teken van de opkomst van een werkelijke staat onder de regering van Filips II.
Er is al veel inkt gevloeid over het toenemend gebruik van de termen Francia (Frankrijk) en rex Franciæ (koning van Frankrijk) in contemporaine teksten, zowel in die van kroniekschrijvers uit de 12e eeuw als in die van buitenlandse vorsten en zijn eigen onderdanen. Volgens Marie Thérèse Jones-Davies verving vanaf 1181 de formulering rex Franciæ officieel de titel van rex Francorum (koning van de Franken), in een akte waarin hij Philippus Dei gratia Franciæ rex (Filips bij gratie Gods Frankrijks koning) werd genoemd. Evenwel moet worden opgemerkt, dat we slechts over een kopie uit de 13e eeuw van de akte beschikken en niet over het origineel. Volgens Bernard Guenée en Anne Lombard-Jourdan komt men rex Franciæ pas vanaf 1190 en regnum Franciæ pas in 1205 voor het eerst tegen. Volgens Alain Derville is het pas in het begin van de 13e eeuw dat de term rex Franciæ voor het eerst opduikt. Andere ideologische vooruitgangen zijn evident.
Vooral naar het einde van zijn regering ziet men zich doorheen de officiële kronieken een echte poging tot koninklijke propaganda ontwikkelen. Reeds vanaf 1186 stelde Rigord, een monnik verbonden aan de Saint-Denis, een kroniek op in het Latijn, in de traditie van Suger, die hij aan Filips aanbood in 1196. Deze Gesta Philippi Augusti zijn vervolgens vervolledigd tot in 1208. Dit werk werd niet in opdracht van de koning geschreven, maar het was desalniettemin een quasi-officiële kroniek, ter ere van Filips (buiten enkele kritieken met betrekking tot zijn huwelijken). Het was ook Rigord die hem als eerste de bijnaam Augustus, verwijzend naar zijn geboortemaan en zijn eerste veroveringen waardoor hij werd verheven, aldus de auteur, naar het niveau van de Romeinse keizers. Rigord baseerde zich in feite op een zeer persoonlijke interpretatie van de etymologie van Augustus, dewelke hij verbond met het werkwoord augeo (vermeerderen, verrijken), in referentie naar de vermeerdering en verrijking van het koninkrijk door Filips.
Filips Augustus vertrouwde later de taak van het ontdoen van de kroniek van Rigord van de kritische passages en haar voort te zetten toe aan een nieuwe kroniekschrijver. Willem de Bretoen, klerk en een naaste medewerker van de koning, zou zich aan deze taak wijden. Hij werd vervolgens vanaf 1214 de redactie toevertrouwd van een echt literair monument ter ere van de koning: een rijmkroniek, de Philippidos, in de stijl van een episch gedicht, toentertijd in trek (in het bijzonder sinds de Alexandreis van Gauthier van Châtillon, heldendicht ter ere van Alexander de Grote). Meerdere versies van de Philippidos volgden, de laatste versie afgewerkt in 1224, een jaar na het overlijden van de koning. In dit unieke werk wordt Filips afgeschilderd als held, de overwinnaar van Bouvines wordt er in al zijn majesteit gevierd. De evolutie in de loop van zijn regering is belangrijk, hoewel de twee officiële kronieken zeer geïsoleerde getuigen blijven in het geheel van de literaire productie van de regering van Filips Augustus.
De kroniek van Rigord en de voortzetting door Willem de Bretoen werden vervolgens vertaald door Primat voor de Grandes Chroniques de France. Het is in deze vorm, eerder dan die van de Philippidos, dat de beeldvorming rond Filips aan het nageslacht werd overgeleverd.
Ten slotte moet ook het werk van Gilles van Parijs worden vermeld die in zijn Karolinus, een gedicht ter ere van Karel de Grote geschreven voor koning Lodewijk VIII, Filips II Augustus en Lodewijk VIII liet afstammen van Karel de Grote en aldus de dynastieën van de Karolingen en Capetingen verenigde en van Lodewijk VIII de eerste echte vertegenwoordiger maakte van een koninklijk genus, op basis van het idee van de overdracht van koningschap door bloed die na Filips Augustus een belangrijke ontwikkeling kende.
In tegenstelling tot zijn voorgangers zou Filips II zijn zoon niet – expliciet – associëren met de troon: bij zijn dood was de kroonoverdracht aan Lodewijk VIII niet het voorwerp van een stemming en zelfs niet van een approbatie uit principe van de kant van de pairs van het koninkrijk. Men kan zelfs zeggen dat de kroon van Frankrijk na 14 juli 1223 de facto erfelijk was geworden.

### Niet-Franse bronnen
We hebben over leven en daden van Filips II niet enkel Franse – vaak gekleurde – bronnen te onzer beschikking, maar ook niet-Franse bronnen. Zo zijn de werken van de Engelse kroniekschrijvers Roger van Hoveden (Gesta Regis Henrici Secundi et Gesta Regis Ricardi Benedicti abbatis en Chronica) en Roger van Wendover (Flores historiarum) belangrijke parallelbronnen.

### De weldoener van Parijs

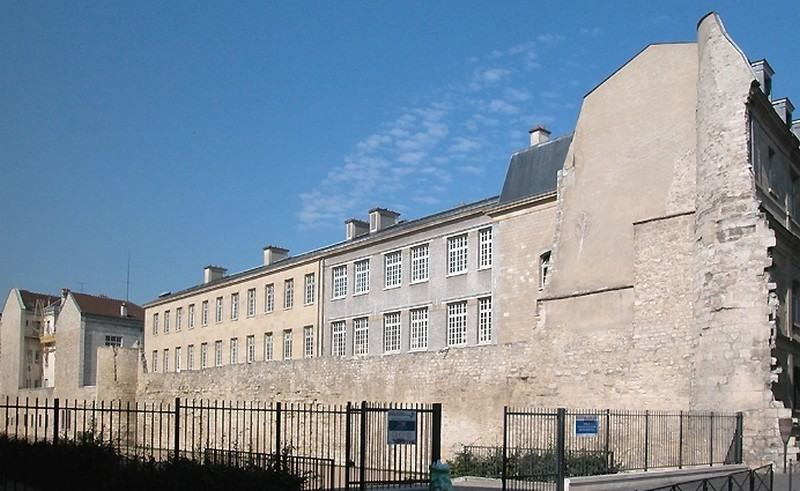
Overblijfselen van de ommuring van Filips Augustus in Le Marias (rue Charlemagne, quartier Saint-Gervais).

De regering van Filips Augustus was een periode van verschillende verbeteringen voor Parijs. Hoewel het koninklijk hof nog steeds een reizend hof bleef, verwief Parijs desalniettemin een bijzonder statuut waarvan de verschillende (bouw)werken van getuigen. Onder Filips werd dan ook een grote stap gezet in de ontwikkeling van Parijs als hoofdstad van Frankrijk. Enkele belangrijke ingrepen voor Parijs tijdens zijn regering waren:
- 1181: Filips Augustus verhuisde de foire Saint-Lazare (gesitueerd in de voorsteden ten noorden van de stad, nabij de leprozerie Saint-Lazare) in het centrum van Parijs naar de plaats waar later de Hallen zouden worden opgetrokken.[89] Twee overdekte gebouwen werden in 1183 opgetrokken om de nieuwe markt gezond te maken. Zeer geïnteresseerd in de ontwikkeling van deze centrale markt, zou Filips zelf de handel van essentiële waren (vlees, brood en wijn) reglementeren.
- 1186: Filips liet de voornaamste wegen van Parijs plaveien.[90]
- 1187: het kerkhof van Saints-Innocents werd gesaneerd, gedraineerd, genivelleerd en van een ringmuur voorzien.
- 1190: voordat hij op Kruistocht vertrok, liet Filips de constructie aanvangen van een ommuring op de rechteroever.
- 1194: na het verlies van de koninklijke archieven tijdens de slag bij Fréteval en de verwerving van deze door Richard Leeuwenhart, liet Filips deze opnieuw samenstellen. Vanaf dat moment verbleef een exemplaar van deze archieven permanent in Parijs.
- 1200: koninklijk charter stichtte de Universiteit van Parijs, met een statuut dat de Parijse meesters en studenten over een belangrijke mate van vrijheid en veiligheid deed beschikken; voortaan vielen deze in het bijzonder onder de kerkelijke jurisdictie. Deze privileges stonden een snelle groei van de Parijse scholen toe.
- 1202: afwerking van de constructie van de tour neuve (nieuwe toren), aan de westelijke ingang van de stad, het latere Louvre.
- 1209-1210: werken aan het Petit Châtelet op de linkeroever (nieuwe schoorstenen, poorten, poternes, toevoeging van een gevangenis met drie verdiepen).
- 1209-1212: constructie op de linkeroever van de ommuring van Parijs.

De expansie van Parijs was niet de enige bouwdadigheid uitgevoerd onder Filips Augustus. Het was tevens onder zijn regering dat het hospice Sainte-Catherine (1185) en het hôpital de la Trinité (1202) werden opgericht. De werken aan de Notre-Dame van Parijs, begonnen in 1163, schieten ook goed op. In 1182 werd het koor afgewerkt en het hoofdaltaar werd op 19 mei ingewijd. Vervolgens werd de westelijke façade gedecoreerd, de galerij van de koningen werd afgewerkt in de jaren 1220, la grande rose est entamée dans la foulée, tandis que le parvis in deze zelfde periode werd vergroot.
De groei van Parijs wordt bevestigd door de demografische schattingen, die schatten dat de Parijse bevolking in enkele jaren tijd steeg van 25.000 inwoners naar 50.000 rond 1200, waarmee deze de grootste stad van Europa, met uitzondering van die in Italië, werd.

### Getuigenissen
In 1639 schreef de baljuw van Nogent-le-Rotrou in zijn registre d'audience:

Le roi Philippe Auguste deffendit les jeux de hazard, juremens et bordelz, chassa les Juifs de son Royaume, institua le premier les maires et les eschevins. Il fist paver la ville de Paris, bastir les Halles et le Louvre et clore de murailles le bois de Vincennes qu'il peupla de bestes sauvages. Il fist achever le bastiment de l'église Nostre-Dame, à Paris, de laquelle il n'y mit que les fondements à fleur de terre.
— Archives du Département d'Eure-et-Loir-B 2600

### Huwelijken en nakomelingen van Filips II Augustus
- Met Isabella van Henegouwen, gravin van Artesië (1170-1190, getrouwd in 1180), dochter van Boudewijn V van Henegouwen :
  - 1- Lodewijk VIII (1187[92]-1226), en nageslacht;
  - 2- en 3- van een tweeling (geboren en overleden in 1190).
- Met Ingeborg van Denemarken (1176-1238, huwelijk in 1193), dochter van Waldemar I, koning van Denemarken (1157-1182), zus van Knoet VI, koning van Denemarken (1182-1202). Verstoten in 1193, officieel in ere hersteld in 1200 (zij zou in feite nooit haar plaats als echtgenote mogen innemen), zonder nakomelingen;
- Met Agnes van Meranië (ca. 1172-1201, getrouwd in 1196), dochter van Berthold IV van Meranië, die hem drie kinderen schonk, waarvan de twee overlevenden door paus Innocentius III werden erkend als legitieme erfgenamen van Filips Augustus:[93]
  - 4- Maria van Frankrijk (ca. 1198-1224), die in 1206 trouwde met Filips I, graaf van Namen (1175-1212), vervolgens in 1213 hertrouwde met Hendrik I, hertog van Brabant (ca. 1165-1235), en nageslacht;
  - 5- Filips Hurepel (1200-1234), graaf van Clermont en van Boulogne, die in 1216 trouwde met Mathilde van Dammartin (ca. 1202-1259), met wie hij twee kinderen had: Johanna en Alberik;
  - 6- Jan-Tristan (1201-1201);
- Met "een bepaalde dame van Arras (Atrecht)":[36]
  - 7- Peter Karlotus (1205-1249), bisschop van Noyon.

### Voorouders
| Voorouders van Filips II van Frankrijk (1165-1223) | Voorouders van Filips II van Frankrijk (1165-1223)                               | Voorouders van Filips II van Frankrijk (1165-1223)                               | Voorouders van Filips II van Frankrijk (1165-1223)                               | Voorouders van Filips II van Frankrijk (1165-1223)                               | Voorouders van Filips II van Frankrijk (1165-1223)                               | Voorouders van Filips II van Frankrijk (1165-1223)                               | Voorouders van Filips II van Frankrijk (1165-1223)                               | Voorouders van Filips II van Frankrijk (1165-1223)                               |
| -------------------------------------------------- | -------------------------------------------------------------------------------- | -------------------------------------------------------------------------------- | -------------------------------------------------------------------------------- | -------------------------------------------------------------------------------- | -------------------------------------------------------------------------------- | -------------------------------------------------------------------------------- | -------------------------------------------------------------------------------- | -------------------------------------------------------------------------------- |
| Overgrootouders                                    | Filips I van Frankrijk (1052-1108) ∞ Bertha van Holland (1058-1094)              | Filips I van Frankrijk (1052-1108) ∞ Bertha van Holland (1058-1094)              | Humbert II van Savoye (1072-1103) ∞ Gisela van Bourgondië (1075-1133)            | Humbert II van Savoye (1072-1103) ∞ Gisela van Bourgondië (1075-1133)            | Stefanus II van Blois (1045-1102) ∞ Adela van Engeland (1062-1137)               | Stefanus II van Blois (1045-1102) ∞ Adela van Engeland (1062-1137)               | Engelbert van Karinthië (1070-1141) ∞ Uta van Passau (-)                         | Engelbert van Karinthië (1070-1141) ∞ Uta van Passau (-)                         |
| Grootouders                                        | Lodewijk VI van Frankrijk (1081-1137) ∞ 1115 Adelheid van Maurienne (1092-1154)  | Lodewijk VI van Frankrijk (1081-1137) ∞ 1115 Adelheid van Maurienne (1092-1154)  | Lodewijk VI van Frankrijk (1081-1137) ∞ 1115 Adelheid van Maurienne (1092-1154)  | Lodewijk VI van Frankrijk (1081-1137) ∞ 1115 Adelheid van Maurienne (1092-1154)  | Theobald IV van Blois (1090-1152) ∞ Mathilde van Sponheim-Karinthië (1205-1241)  | Theobald IV van Blois (1090-1152) ∞ Mathilde van Sponheim-Karinthië (1205-1241)  | Theobald IV van Blois (1090-1152) ∞ Mathilde van Sponheim-Karinthië (1205-1241)  | Theobald IV van Blois (1090-1152) ∞ Mathilde van Sponheim-Karinthië (1205-1241)  |
| Ouders                                             | Lodewijk VII van Frankrijk (1120-1180) ∞ 1160 Adelheid van Champagne (1140-1206) | Lodewijk VII van Frankrijk (1120-1180) ∞ 1160 Adelheid van Champagne (1140-1206) | Lodewijk VII van Frankrijk (1120-1180) ∞ 1160 Adelheid van Champagne (1140-1206) | Lodewijk VII van Frankrijk (1120-1180) ∞ 1160 Adelheid van Champagne (1140-1206) | Lodewijk VII van Frankrijk (1120-1180) ∞ 1160 Adelheid van Champagne (1140-1206) | Lodewijk VII van Frankrijk (1120-1180) ∞ 1160 Adelheid van Champagne (1140-1206) | Lodewijk VII van Frankrijk (1120-1180) ∞ 1160 Adelheid van Champagne (1140-1206) | Lodewijk VII van Frankrijk (1120-1180) ∞ 1160 Adelheid van Champagne (1140-1206) |

### De graftombe van Filips II Augustus
Filips II overleed op de Seine, waarop hij was aan het varen om naar Mantes terug te kerende, de stad waar zijn derde echtgenote Agnes van Meranië was begraven. Hij werd begraven in de basiliek van Saint-Denis bij Parijs. Willem de Bretoen, een niet al te betrouwbare bron, bevestigt dat "een steen zijn lichaam bedekte naast die van Dagobert". De koning werd begraven ten zuiden van het hoofdaltaar. Desalniettemin vermeldt een door een goed geïnformeerde clericus van Saint-Martin de Tours geschreven kroniek (die liep tot de periode 1225-1227) dat Filips Augustus werd begraven voor het hoofdaltaar. Het lichaam van de koning moet dus zijn verplaatst geweest.
Bij de reorganisatie van de necropool werd zijn tombe samen met die van zijn zoon, Lodewijk VIII, in feite in het midden geplaatst, teneinde de vereniging van de Merovingen (rechts) en Capetingers (links) te symboliseren, naar een door Gilles van Parijs ontwikkeld idee (als zoon van Filips Augustus, meermaals afstammeling van Karel de Grote, en Isabella van Henegouwen, een directe afstammelinge van Karel van Neder-Lotharingen, Karolingisch kroonpretendent en rivaal van Hugo Capet).
De graftombe van Filips Augustus werd door meerdere kroniekschrijvers vermeld en geroemd om haar schoonheid. Richer van Senones, die schreef tussen 1254 en 1260, was zeer onder de indruk door de "graftombe in zilver verguld met talrijke afbeeldingen" van Filips Augustus. De minstreel van Reims (rond 1260) omschreef de graftombe als volgt: "tombe van fijn goud en zilver waar hij werd afgebeeld als koning ; en er zijn achtenveertig bisschoppen op de vier hoeken van de tombe, in reliëf en afgebeeld als bisschop, gekleed alsof voor een mis te zingen, mijters op de hoofden en kromstaven in de handen."
Deze graftombe werd vernield, net zoals die van Lodewijk VIII en Lodewijk IX, toen het gebied werd bezet door de Engelsen tussen 1420 en 1435. Het goud en het zilver werd omgesmolten om te worden ingezet voor de oorlog in Frankrijk die werd gevoerd door de Lancastrische koning Hendrik IV en zijn oom, Jan van Bedford, de hertog van Bedford. Op het einde van de Honderdjarige Oorlog, restte er niets meer van deze weelderige graven buiten drie tegels die hun plaats aangaven.

### De beeldvorming rond Filips II Augustus
De figuur van Filips II Augustus is meer in het algemeen, zoals hij door kroniekschrijvers uit die tijd werd gevierd, grotendeels overschaduwd door de concurrentie met de Heilige Lodewijk, die het koninklijke rolmodel bij uitstek — en dit voor een lange tijd — was sinds het eind van de 13e eeuw. Er rest hem niet minder dan dat de overwinning in de Bouvines blijft behoren tot een van de meest essentiële elementen van de Franse nationale mythologie, dankzij de Grandes Chroniques de France of, veel later, door de schoolboeken van de Derde Franse Republiek. De Sint-Pieterskerk van Bouvines, gebouwd in 1882, werd overigens tussen 1887 en 1906 voorzien van eenentwintig glas-in-lood-ramen die het verloop van de slag uitbeelden, dewelke intussen beschermd erfgoed zijn.
De andere sporen van het bewind van Filips Augustus zijn geleidelijk aan verdwenen. Van de omwalling van Filips Augustus zijn er nog overblijfselen verspreid over Parijs, het middeleeuwse kasteel het Louvre werd vrijgemaakt en in jaren 1990 in het museum geïntegreerd. Ten slotte houden in Parijs een naar hem vernoemde laan en metrostation de herinnering aan de overwinnaar bij Bouvines in leven.
De persoonlijkheid van Filips II blijft contrastrijk et enigmatisch. Hij was niet gebonden noch onderworpen aan gebeurtenissen die hij zelf vaak had gecreëerd. Hij gaf zich nooit over en wanneer hij ten gevolge van zijn eigen fouten iets onderging, was hij in staat ze te herstellen voor het goed van het koninkrijk.
Om zich van de voogdij van zijn moeder en de Champagne-clan te bevrijden trouwde hij terwijl hij zelf nog minderjarig was met een meerderjarige erfgename die een aanzienlijke bruidsschat, het graafschap Artesië, met zich meebracht. Bezorgd over zijn afstamming, met een zeer zelfzeker maar warhoofdig temperament, besloot hij om van Isabella van Henegouwen te scheiden omdat ze hem geen kind had geschonken. Dan bedacht hij zich dat hij eenzelfde onherstelbare zet zou plegen als zijn vader Lodewijk VII die Aquitanië verloor toen hij hertogin Eleonora van Aquitanië verliet. Hij verzoende zich met zijn jonge vrouw en wist aldus Artesië te bewaren én daarbovenop een erfgenaam te verwekken.
Filips II streefde een uniek doel na: de uitbreiding van het koninkrijk en zijn bezittingen. Hij zou zijn hele leven ernaar streven om Aquitaine en Anjou te heroveren door een bron van tweedracht te spelen tussen Hendrik II van Engeland en zijn zonen (en tussen de twee broers), tot hij zijn doel bereikte met zijn overwinning in de slag bij Bouvines. Anderzijs was hij een loyale en eerlijke suzerein die niet altijd zijn macht gebruikte om gebieden met de wapens te veroveren. Zo verdedigde hij de Artesische erfenis van zijn zoon Lodewijk en probeerde hij zelfs Artesië te vergroten door gebieden teurg te kopen en de kasteelheren te vergoeden.

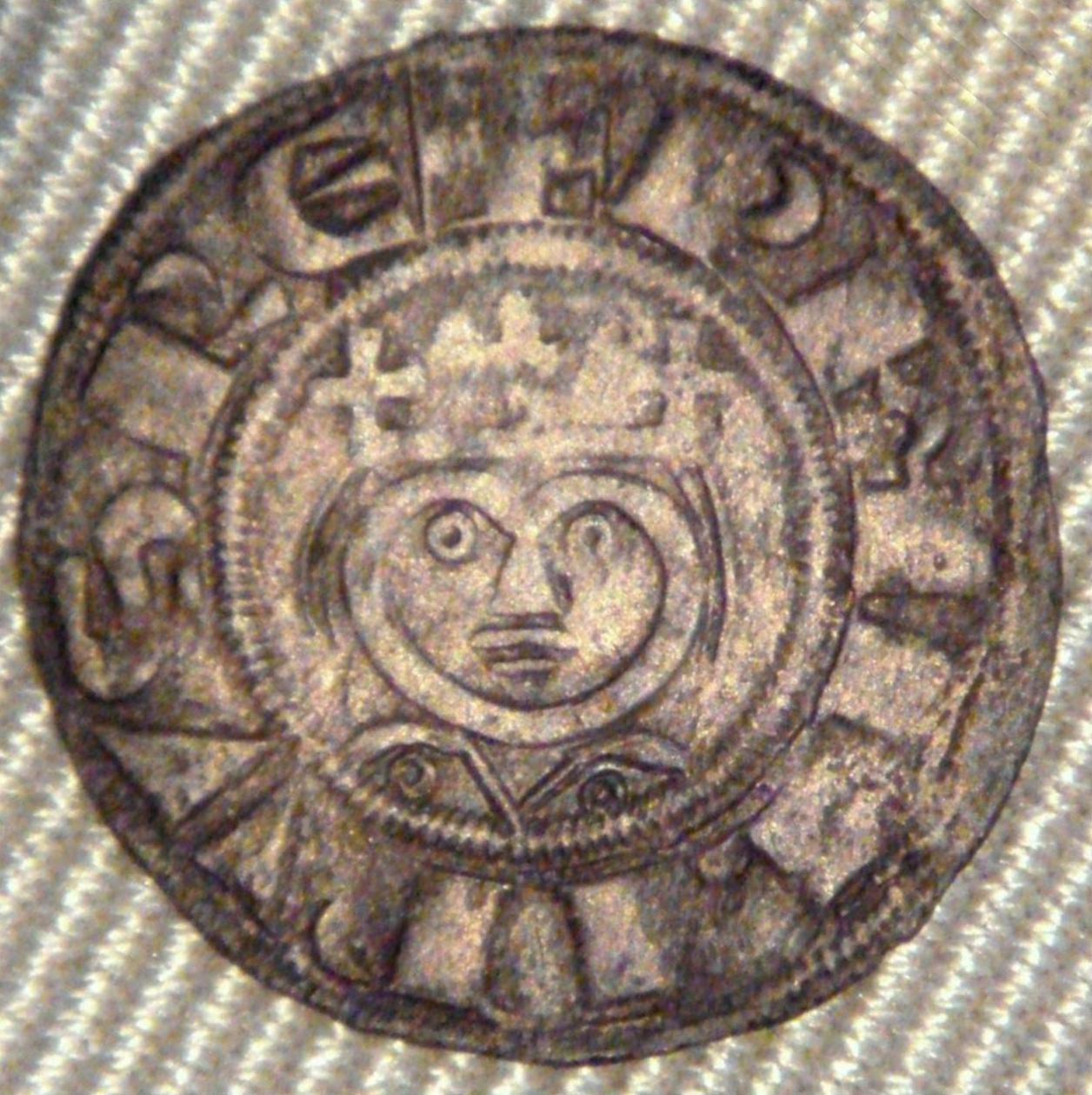
Zilverling van Filips II (Laon, 1180–1201).

Filips II bleef zich inzetten om wat hij zag als een territoriale onteigening van het koninkrijk Frankrijk door edelen die machtiger en rijker waren dan de koning van Frankrijk tegen te gaan. In navolging van de burgerij of de landjonkers liet hij zijn kapitaal toenemen door de aankoop van gronden, waarbij hij lijfeigenen dwong zich vrij te kopen. Filips II was weliswaar wegbereider van de Franse staat, toch beschikte hij over de schatkist van het rijk alsof het zijn persoonlijk bezit was waarover hij naar eigen goeddunken kon beschikken. Zo liet hij in zijn testament de ene helft van de schatkist na aan caritatieve werken van zijn keuze en de andere helft aan zijn zoon om het te gebruiken om de staat mee te besturen.
Ingeborg van Denemarken was een doorn in zijn oog. Hij hield niet van haar, hij probeerde om zich zo snel mogelijk van haar te ontdoen, hetgeen zijn grootste fout was omdat ze tot op het einde weerstand bood aan al zijn bezwaren. Door haar weigering te scheiden, in een klooster in te treden of naar Denemarken terug te keren ontzegde ze hem het recht om met Agnes van Meranië  samen te wonen en waardoor de kinderen die hij bij Agnes had als buitenechtelijk werden beschouwd.
Hij gedroeg zich in deze tegenover Ingeborg van Denemarken op dezelfde wijze als hij zich had gedragen ten opzichte van Isabella van Henegouwen: met minachting en arrogantie. Isabella van Henegouwen had geweten hem het hoofd te bieden, waarbij zij zichzelf in de slachtofferrol plaatste en niet twijfelde om het volk aan haar kant te krijgen. Dit was ongetwijfeld hetgeen Filips II wenste te vermijden door Ingeborg direct op te sluiten te Étampes, waardoor hij haar niet de tijd gaf om op het volk beroep te kunnen doen. Want als haar slachtofferrol overduidelijk zou zijn, zou hij zich gedwongen hebben gezien om haar terug te nemen zoals hij had moeten doen met Isabella van Henegouwen. Daarenboven wilde hij niet langer Ingeborg als echtgenote en wenste zich deze keer niet gedwongen te zien om een echtgenote terug te nemen die hij niet langer wilde en die hem – in tegenstelling tot Isabella van Henegouwen – geen landwinst opleverde. Het was ongetwijfeld op dit vlak dat Ingeborg in het nadeel was: ze bracht een voor een koning van Frankrijk zeer bescheiden bruidsschat met zich mee en geen enkel grondgebied, waardoor ze geen enkel drukkingsmiddel had waarmee ze Filips II kon dwingen haar te respecteren.
Enkele historici hebben het
```
idee naar voren geschoven dat de verstoting van Ingeborg zou kunnen worden verklaard door het feit dat het huwelijk niet had opgeleverd waar hij op had gehoopt, met name een alliantie om het op te nemen tegen de Plantagenêts. Men mag niet uitsluiten dat hij meende dat de Deense koning niet had voldaan aan de voorwaarden van een ongeschreven contract tussen Denemarken en Frankrijk. Men moet evenwel opmerken dat 
Waldemar II van Denemarken
, de broer van Ingeborg, zonder onderbreking zijn invloed aanwendde aan het hof van Frankrijk om zijn zus vrij te laten en zelfs zijn zaak tevergeefs zou bepleiten bij de paus. Ten tweede zou Waldemar II van Denemarken in 1214, na de slag bij Bouvines en na de vrijlating van zijn zus Ingeborg, trouwen met 
Berengaria van Portugal
, zus van Ferrand van Portugal, die zich terug had aangesloten bij de coalitie tegen Filips II te Bouvines. Dit huwelijk is interessant omdat het werd afgesloten op een moment toen 
Ferrand van Vlaanderen
 gevangen zat in de kerkers van het Louvre.
```

Ingeborg was nooit koningin van Frankrijk tenzij in titel aangezien ze nooit op enig moment de functies van een koningin of regentes uitoefende. Men kan het huwelijk van haar broer Waldemar met de zus van de gevangen gehouden Ferrand van Vlaanderen zien als hetzij een stilzwijgende bedanking van Frankrijk voor de neutrale houding van Denemarken bij de slag bij Bouvines, hetzij als een ultieme provocatie van de kant van de Deense soeverein, hoe het ook zij, het betekende het einde van een lange periode van diplomatieke verkilling.
Filips II was weliswaar een groot manipulator van mannen, maar had meer moeite vrouwen van zijn goeder trouw te overtuigen.

## Gebruik van huurlingen
Vanaf de tweede helft van de 12e eeuw waren huurlingen bijna altijd aanwezig in de koninklijke legers. Zij worden beschouwd als de voorlopers van de beroepslegers. Filips Augustus gebruikte huurlingen naar het voorbeeld van zijn rivalen van het huis Plantagenêt. Maar hij slaagde er twee keer in om de troepen van huurlingen van deze voor zich te winnen. Rond 1194 wist hij Lambert Cadoc voor zich te winnen, een door Richard Leeuwenhart gerekruteerde Welshman. Cadoc zou hem gedurende 20 jaar trouw blijven. Vervolgens in het voorjaar van 1204, in de oorlog tegen koning Jan Zonder Land, onderhandelde Filips Augustus over de aansluiting van Lupescar en zijn troep bij zijn leger.

## Voorstellingen in de beeldende kunsten
(niet-exhaustieve lijst)

### Boekverluchtingen

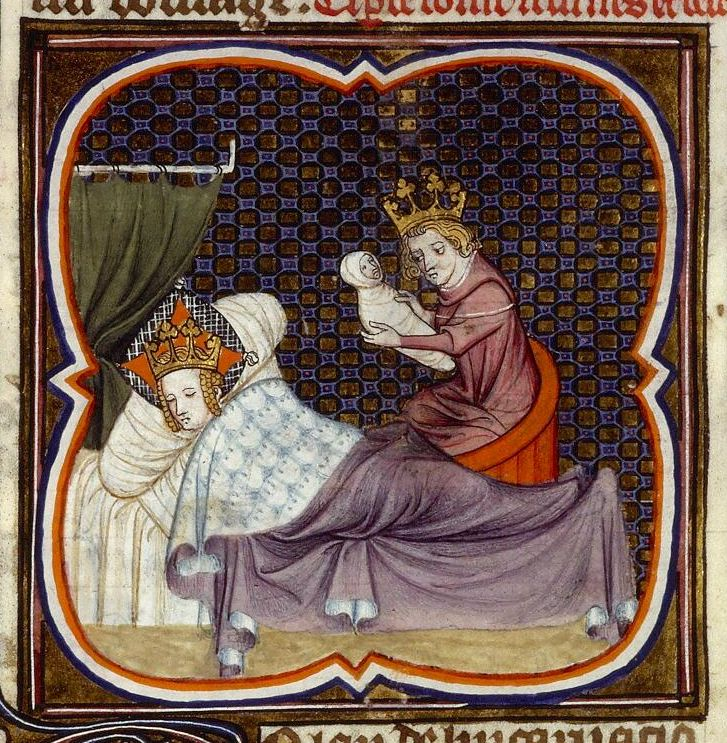
Geboorte van Filips II Augustus (Grandes Chroniques de France, 14e eeuw).
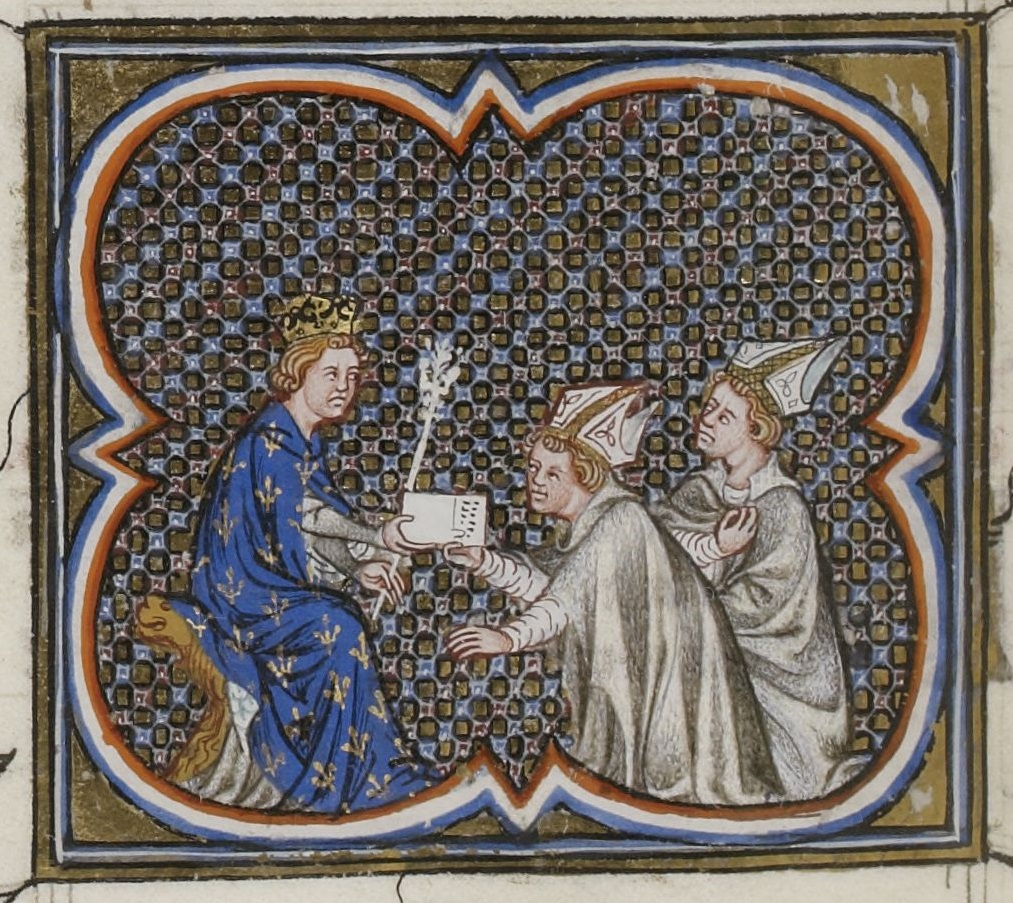
Filips II Augustus ontvangt de pauselijke boodschappers die oproepen op Kruistocht te gaan (Grandes Chroniques de France de Charles V, 14e eeuw).
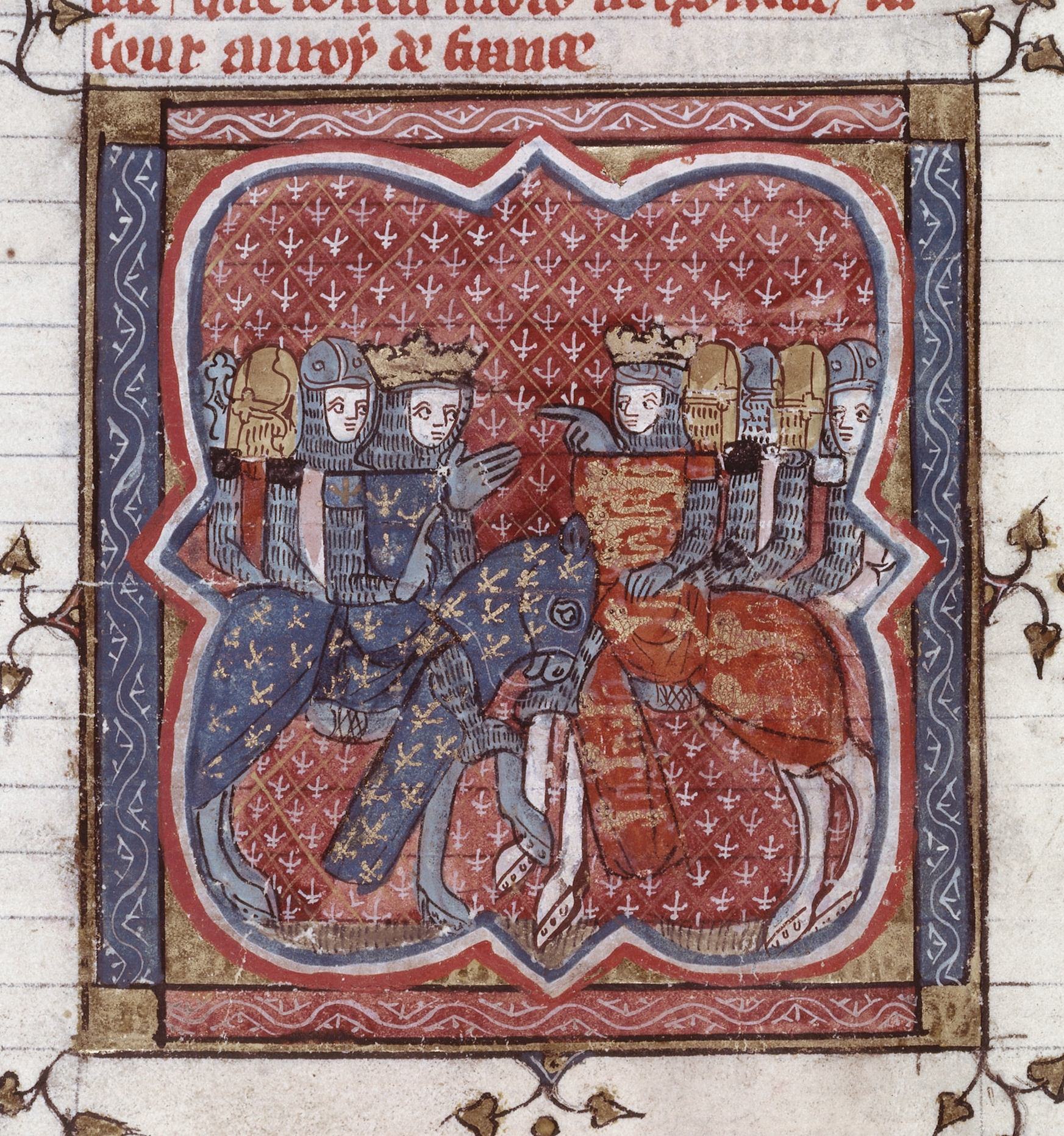
Filips II Augustus en Richard Leeuwenhart tijdens de Derde Kruistocht (Willem van Tyrus, 14e eeuw).
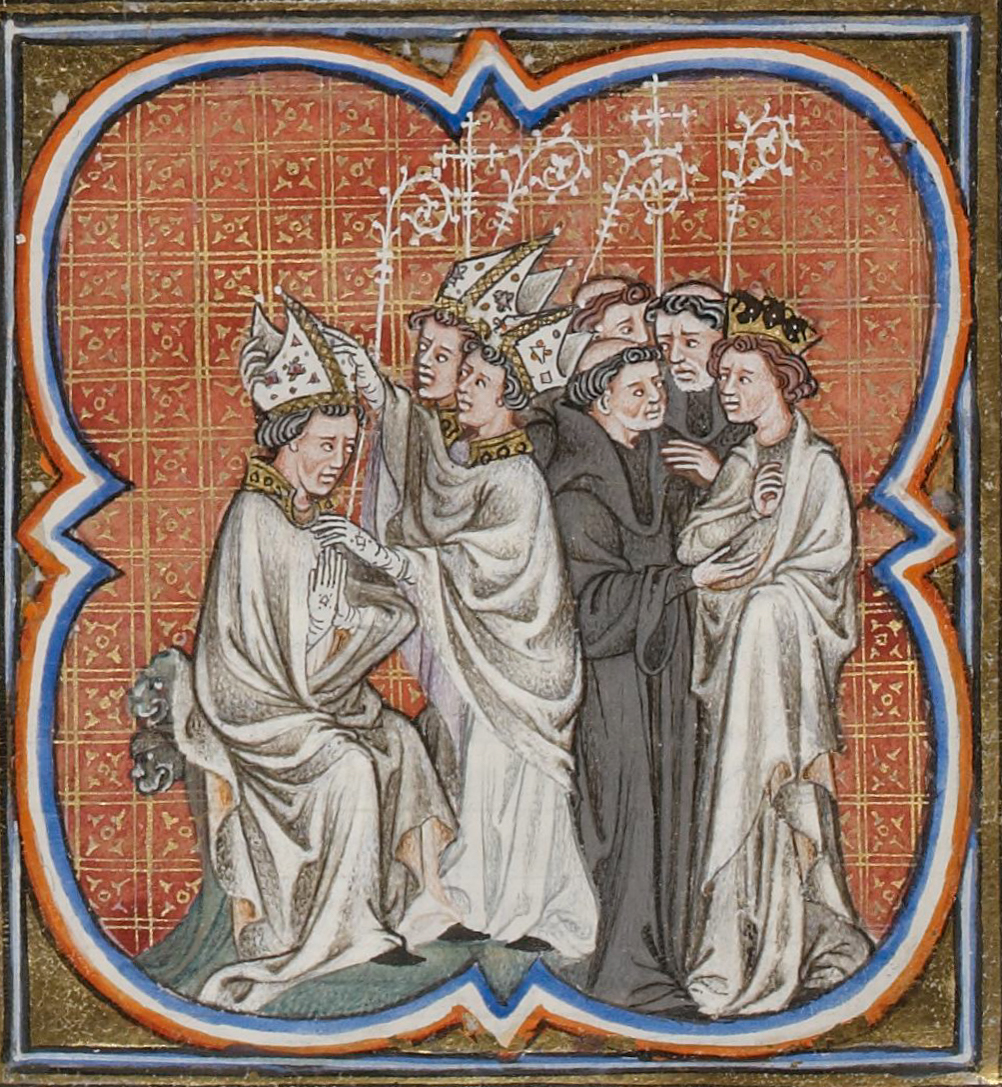
Wijding van Hugo, abt van Saint-Denis, in aanwezigheid van Filips II Augustus (Grandes Chroniques de France de Charles V, 14e eeuw).
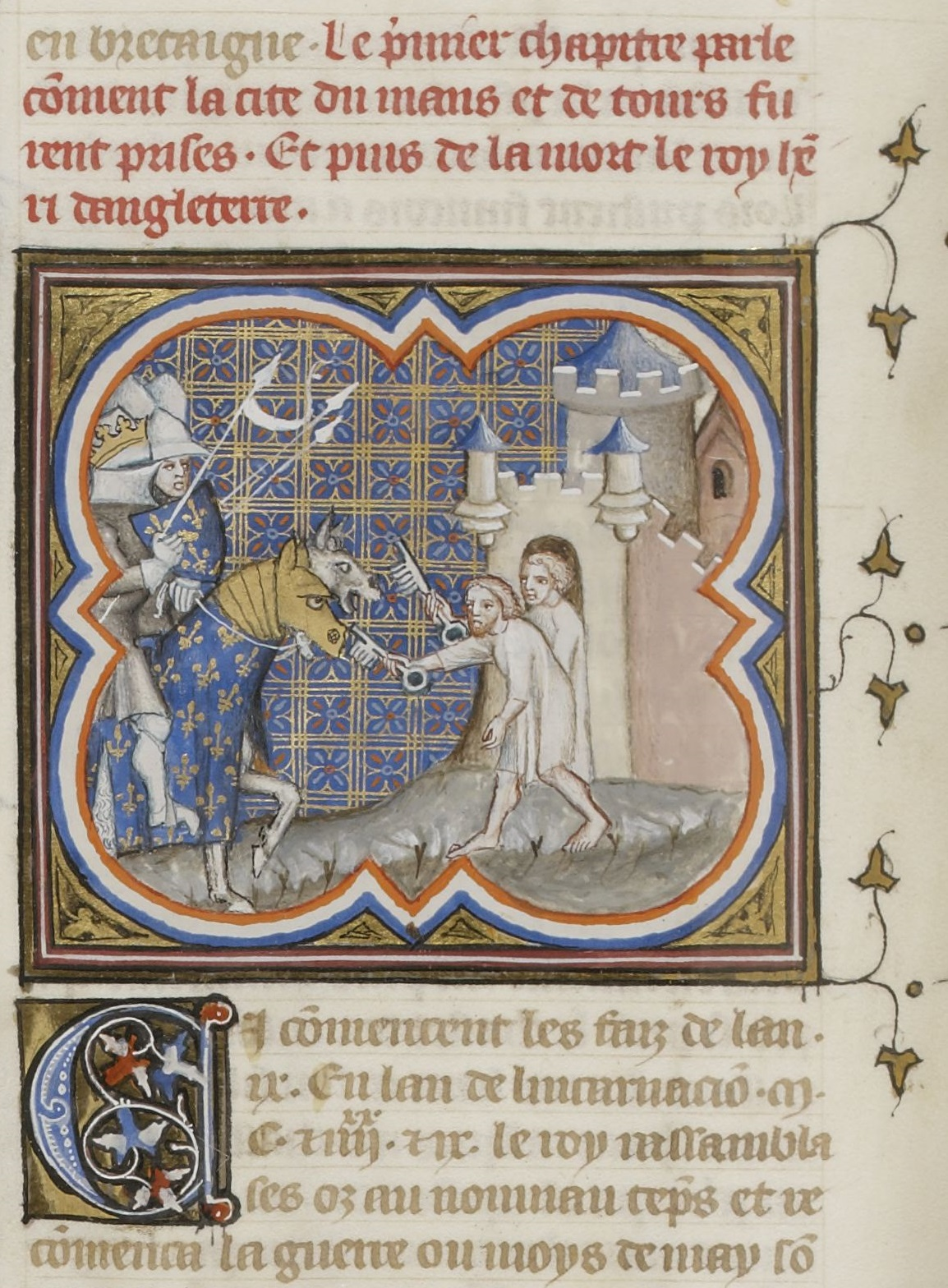
Overgave van een stad aan Filips II Augustus (Tours of Le Mans) (Grandes Chroniques de France de Charles V, 14e eeuw).
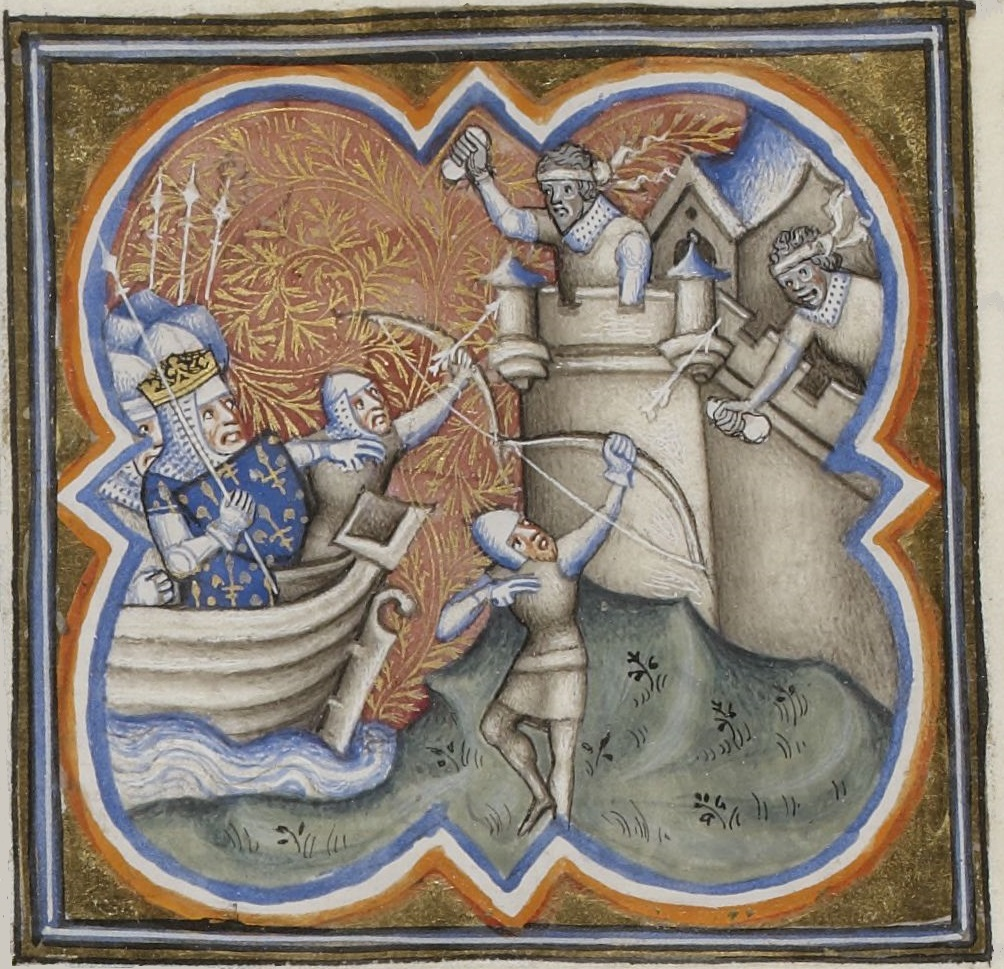
Filips II Augustus belegert Akko (1191) tijdens de Derde Kruistocht (Grandes Chroniques de France de Charles V, 14e eeuw).
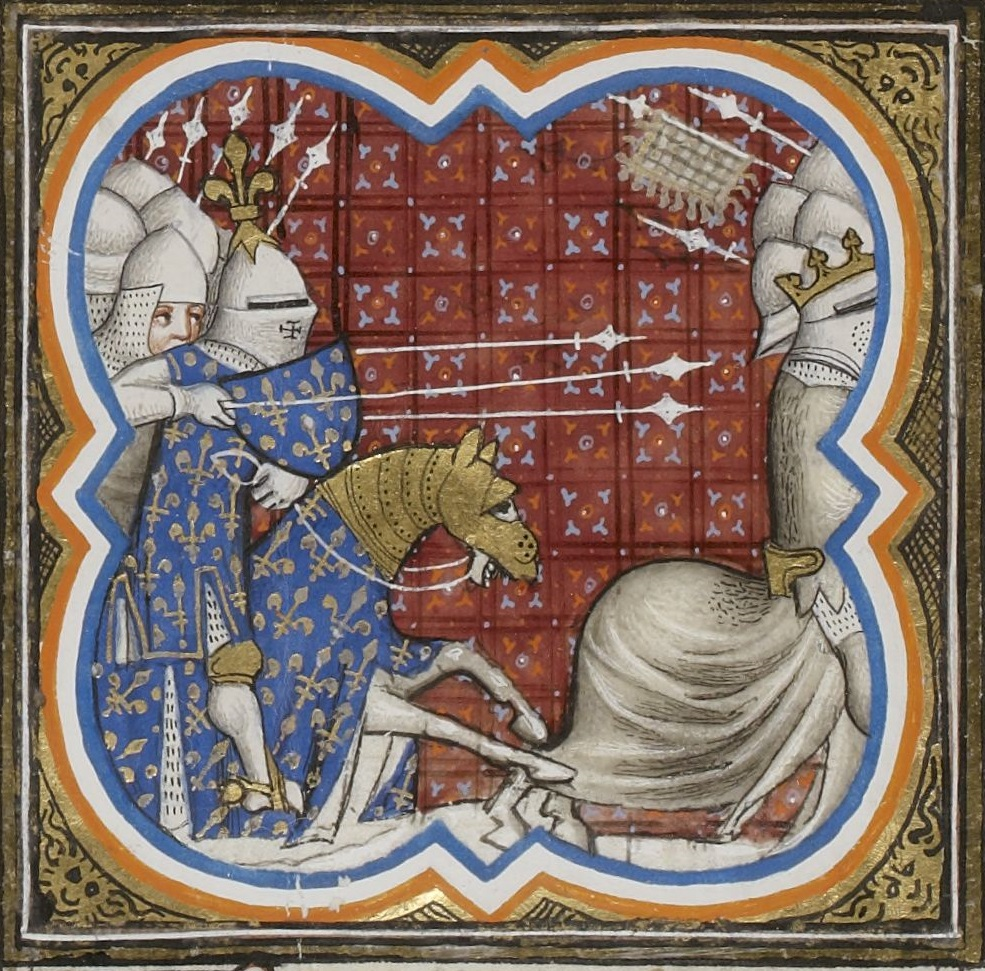
Richard Leeuwenhart, koning van Engeland, vlucht voor het leger van Filips II Augustus (Grandes Chroniques de France de Charles V, 14e eeuw).
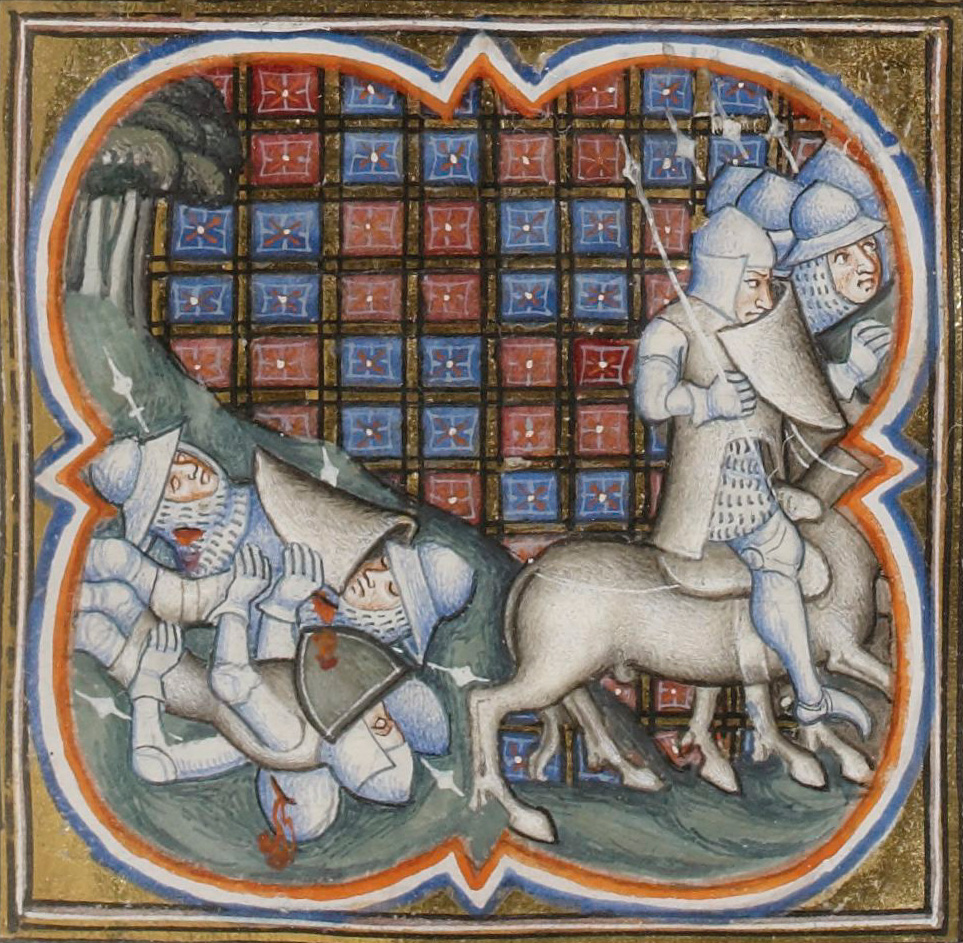
Het leger verlaat het slagveld bij Bouvines (Grandes Chroniques de France de Charles V, 14e eeuw).
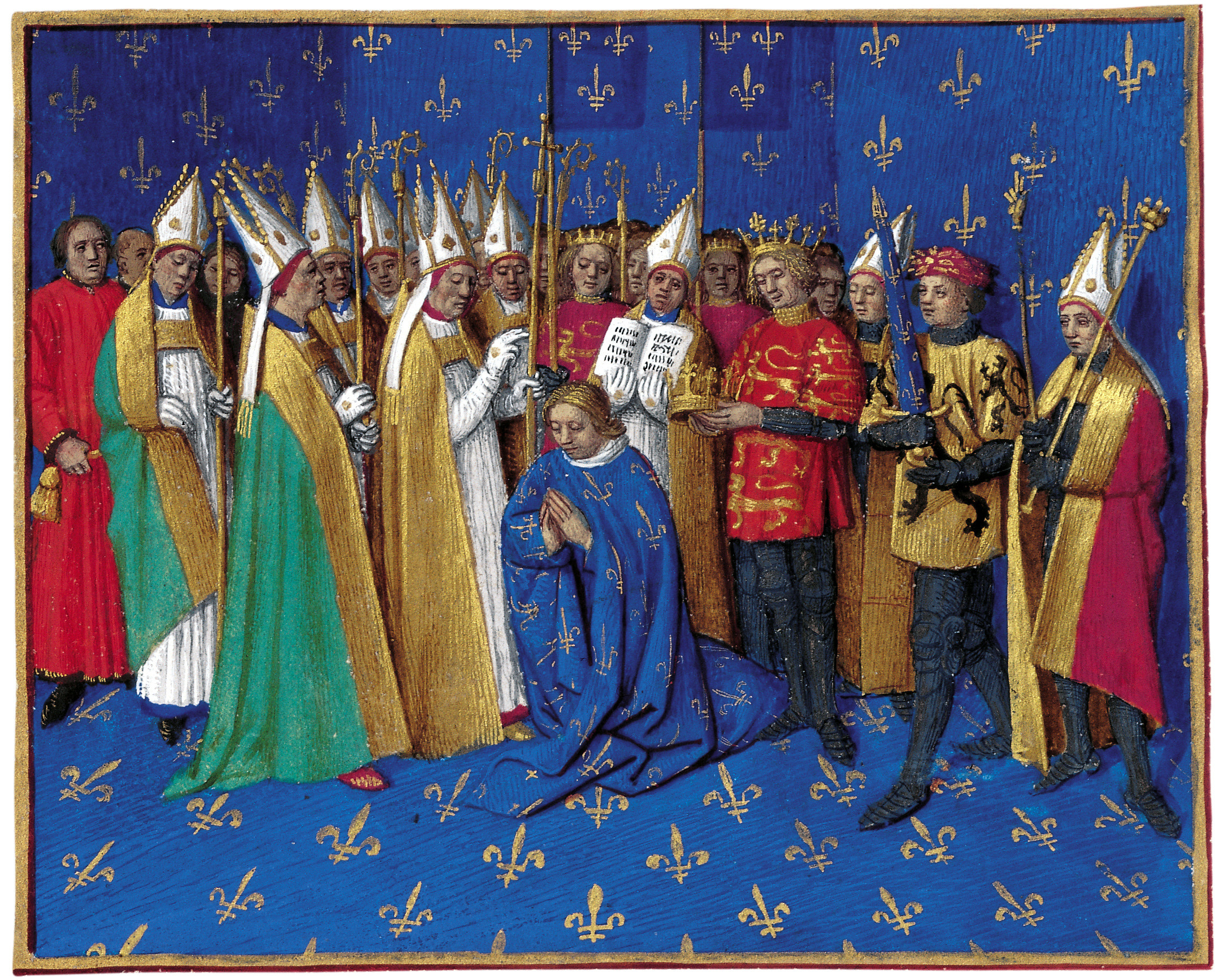
Kroning van Filips II Augustus (Grandes Chroniques de France (Jean Fouquet), 15e eeuw).

### Schilderijen

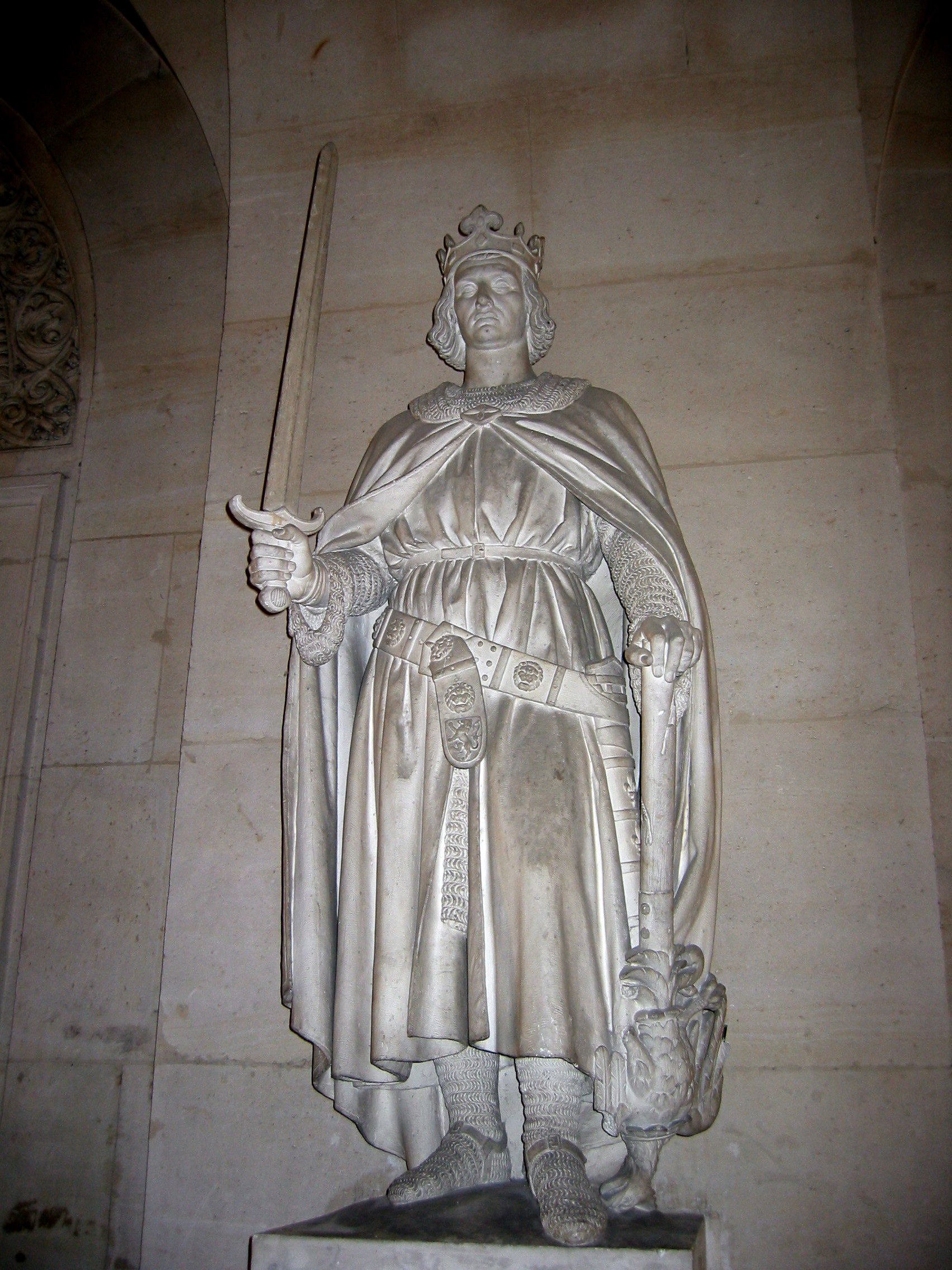
Standbeeld van Filips II Augustus door Auguste Dumont in Versailles (MV 257; RF 61).

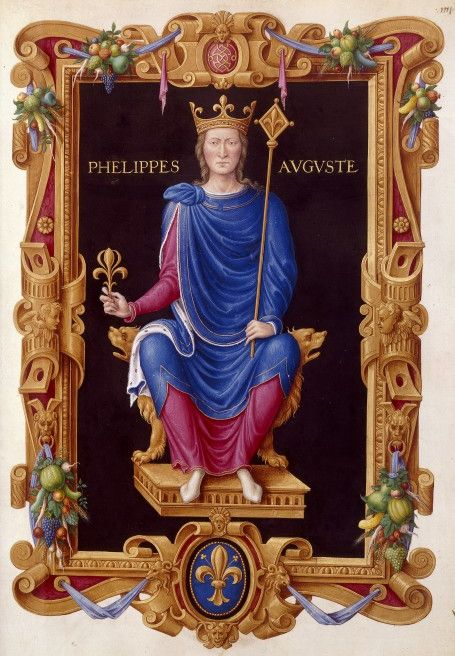
Filips II Augustus (Jean du Tillet, 16e eeuw).
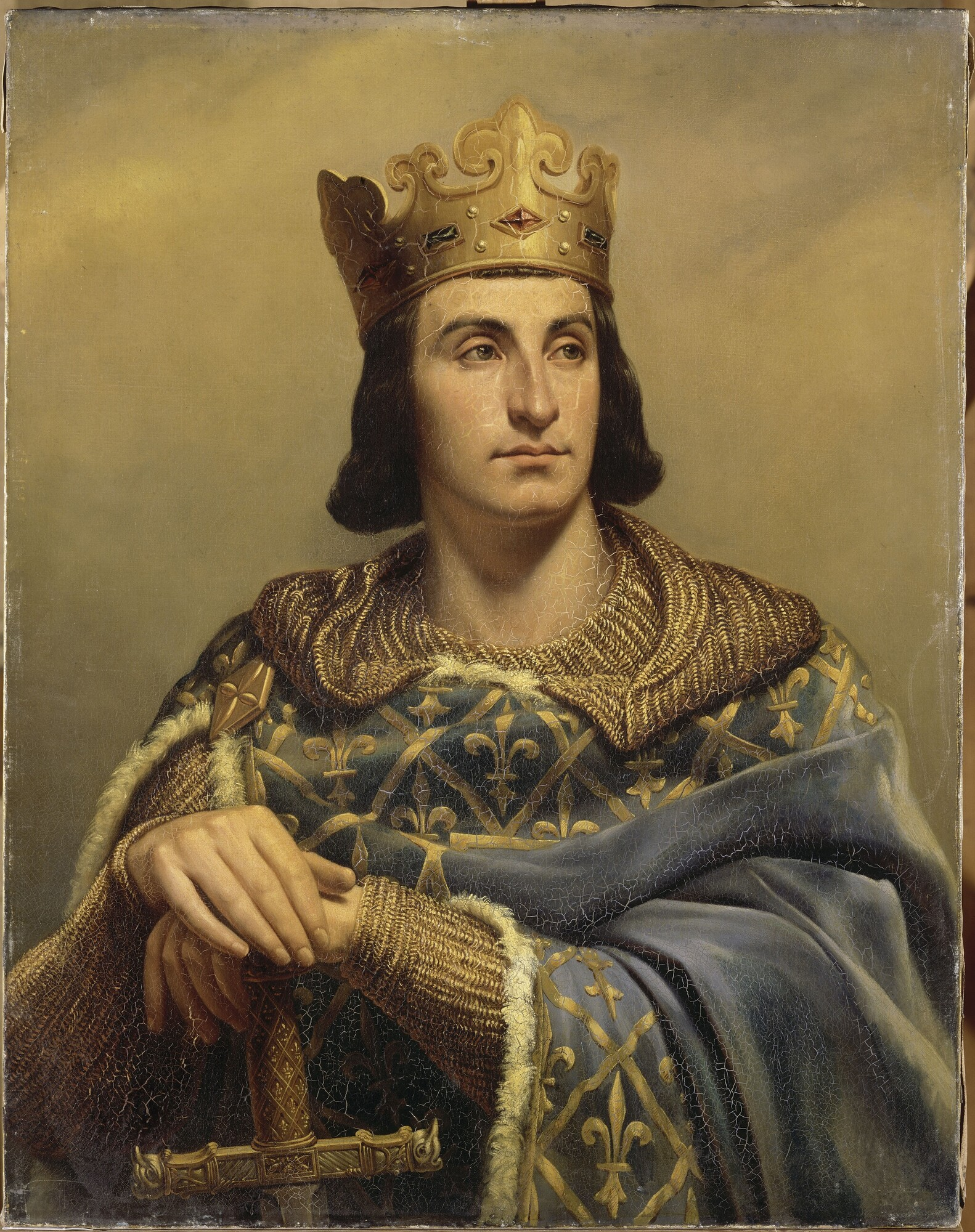
Philippe II dit Philippe Auguste, Roi de France (1165-1223), door Louis-Félix Amiel (1802-1864). Schilderij bewaard te Versailles, Musée des châteaux de Versailles et de Trianon (artistieke impressie.)

### Standbeelden
- 1225-1250 - Standbeeld dat oorspronkelijk aan de noordelijke transept van de kathedraal van Reims stond en zich nu in het Paleis van Tau bevindt.
- 1839 Philippe II, dit « Philippe Auguste », roi de France (1165-1223) (MV 1848; LP 1956) door Jean-Louis Jaley, gemaakt op vraag van Lodewijk Filips I van Frankrijk voor het paleis van Versailles (standbeeld in marmer).[97]
- 1843 - Philippe II dit Philippe-Auguste (MV 257; RF 61) door Auguste Dumont voor het paleis van Versailles (standbeeld in pleister).[97]
- 1845 - Philippe II dit Philippe-Auguste door Auguste Dumont op een zuil aan de naar hem vernoemde laan (standbeeld in brons).[97]
- 1860 - Philippe Auguste door Henri Lemaire aan het Paleis van Justitie (Parijs).

### Reus
- In 2013 maakte Dorian Demarcq op vraag van de stad Bouvines de stadsreus Philippe-Auguste.[98]

### Toneel, film en romanns
Filips II van Frankrijk dook als tijdgenoot van Richard Leeuwenhart en Jan zonder Land vaak op in toneelstukken, films en (historische) romans.
Zo vinden we hem terug in het historische stuk The Life and Death of King John (ca. 1595) van William Shakespeare. In 1968 speelde de Britse acteur Timothy Dalton in de verfilming van dit stuk, The Lion in Winter, koning Filips II Augustus II van Frankrijk. Het verhaal speelt zich af in 1183 rond kersttijd en gaat over de intriges rond de opvolging van Hendrik II Plantagenet. In de gelijknamige tv-remake van 2003 werd de rol van Filips II Augustus door de Ierse acteur Jonathan Rhys Meyers gespeeld.
Sir Walter Scott schreef in zijn historische roman The Talisman (1825) over het bedrog en de onenigheid tussen de leiders van de Derde Kruistocht: Richard I van Engeland, Filips II van Frankrijk en hertog Leopold V van Oostenrijk. In de verfilming, King Richard and the Crusaders (1954), wordt koning Filips (Henry Corden) voorgesteld als iemand die in het Heilige Land met Koenraad van Monferrato (Michael Pate) zou samenzweren tegen Richard Leeuwenhart (George Sanders).
In 1935 speelde C. Henry Gordon de rol van Filips II Augustus in de Amerikaanse avonturenfilm The Crusades van Cecil B. DeMille.
Filips (Jonathan Zaccaï) duikt ook op in de Hollywoodfilm Robin Hood (2010) van Ridley Scott.
Daarnaast is hij ook een personage in de historische romans The Devil's Brood (2008) en Lionheart (2001) van Sharon Kay Penman en in de roman The Rebel Princess (2009) van Judith Koll Healey (het hoofdpersonage is Adelheid van Vexin, de zus van Filips II).

## Voorouders
| Voorouders van Filips II van Frankrijk | Voorouders van Filips II van Frankrijk                                           | Voorouders van Filips II van Frankrijk                                           | Voorouders van Filips II van Frankrijk                                           | Voorouders van Filips II van Frankrijk                                           | Voorouders van Filips II van Frankrijk                                           | Voorouders van Filips II van Frankrijk                                           | Voorouders van Filips II van Frankrijk                                           | Voorouders van Filips II van Frankrijk                                           |
| -------------------------------------- | -------------------------------------------------------------------------------- | -------------------------------------------------------------------------------- | -------------------------------------------------------------------------------- | -------------------------------------------------------------------------------- | -------------------------------------------------------------------------------- | -------------------------------------------------------------------------------- | -------------------------------------------------------------------------------- | -------------------------------------------------------------------------------- |
| Overgrootouders                        | Filips I van Frankrijk (1052-1108) ∞ Bertha van Holland (1058-1094)              | Filips I van Frankrijk (1052-1108) ∞ Bertha van Holland (1058-1094)              | Humbert II van Savoye (1072-1103) ∞ Gisela van Bourgondië (1075-1133)            | Humbert II van Savoye (1072-1103) ∞ Gisela van Bourgondië (1075-1133)            | Stefanus II van Blois (1045-1102) ∞ 1081 Adela van Engeland (1062-1137)          | Stefanus II van Blois (1045-1102) ∞ 1081 Adela van Engeland (1062-1137)          | Engelbert van Karinthië (1070-1141) ∞ Uta van Passau (-)                         | Engelbert van Karinthië (1070-1141) ∞ Uta van Passau (-)                         |
| Grootouders                            | Lodewijk VI van Frankrijk (1081-1137) ∞ 1115 Adelheid van Maurienne (1092-1154)  | Lodewijk VI van Frankrijk (1081-1137) ∞ 1115 Adelheid van Maurienne (1092-1154)  | Lodewijk VI van Frankrijk (1081-1137) ∞ 1115 Adelheid van Maurienne (1092-1154)  | Lodewijk VI van Frankrijk (1081-1137) ∞ 1115 Adelheid van Maurienne (1092-1154)  | Theobald IV van Blois (1090-1152) ∞ 1123 Mathilde van Karinthië (1106-1161)      | Theobald IV van Blois (1090-1152) ∞ 1123 Mathilde van Karinthië (1106-1161)      | Theobald IV van Blois (1090-1152) ∞ 1123 Mathilde van Karinthië (1106-1161)      | Theobald IV van Blois (1090-1152) ∞ 1123 Mathilde van Karinthië (1106-1161)      |
| Ouders                                 | Lodewijk VII van Frankrijk (1120-1180) ∞ 1160 Adelheid van Champagne (1140-1206) | Lodewijk VII van Frankrijk (1120-1180) ∞ 1160 Adelheid van Champagne (1140-1206) | Lodewijk VII van Frankrijk (1120-1180) ∞ 1160 Adelheid van Champagne (1140-1206) | Lodewijk VII van Frankrijk (1120-1180) ∞ 1160 Adelheid van Champagne (1140-1206) | Lodewijk VII van Frankrijk (1120-1180) ∞ 1160 Adelheid van Champagne (1140-1206) | Lodewijk VII van Frankrijk (1120-1180) ∞ 1160 Adelheid van Champagne (1140-1206) | Lodewijk VII van Frankrijk (1120-1180) ∞ 1160 Adelheid van Champagne (1140-1206) | Lodewijk VII van Frankrijk (1120-1180) ∞ 1160 Adelheid van Champagne (1140-1206) |